# 대한민국의 공무원
이 문서는 국가 또는 지방의 사무를 맡아보는 대한민국의 공무원(大韓民國의 公務員)에 관한 문서이다. 대한민국의 공무원은 국민 전체에 대한 봉사자의 지위를 가지며 국민에 대하여 책임을 지고, 모든 국민은 공무담임권을 가진다.

## 변천 과정
대한민국의 공무원 제도는 1949년 8월 12일 법률 제44호 「국가공무원법」을 제정하면서 처음 시작하였다. 최초의 국가공무원법은 일제강점기의 고통에서 벗어나 새로운 국가를 건설하고 기틀을 마련하기 위해 국정을 수행할 공무원에게 적용할 근본 기준을 확립하고 국민 전체의 봉사자로서 최대의 능률을 발휘하도록 규정하는데 중점을 두었다. 이를 바탕으로 한국은 처음으로 직업공무원제가 확립되었다. 제1공화국 인사의 특징은 미군정의 영향으로 인한 엽관주의적 성격이라고 할 수 있다. 인사행정을 총괄하는 총무처가 비국무위원 부처가 되면서 다른 부처를 통제하기가 어려워졌고, 고시와 같은 공개경쟁시험보다는 서류전형으로 신규 공무원을 충원했으며, 승진과 전보는 정치권의 영향을 따랐다. 이는 자유당의 창당 이후 더욱더 심각해졌다. 제3공화국 출범 이후에는 법률 제1325호 「국가공무원법」으로의 폐지제정을 통해 대폭적인 개혁이 이루어졌다. 이때부터 엽관주의적 성격이 옅어지고 시험에 의한 임용이 일반화되었으며, 신분보장을 강화해 직업공무원제의 본격적인 도입이 이루어지고 교육훈련도 시작되었다. 공무원연금의 도입도 이때 이루어졌다.
제5공화국에서는 승진과 보직 관리의 공정성을 기하고 신분보장의 강화를 위한 제도개선이 이루어졌다. 공무원의 종류를 일반직과 별정직의 단순한 구분에서 경력직과 특수경력직으로 구분한 뒤 다시 일반직·특정직·기능직·정무직·별정직·전문직·고용직으로 세분화했으며, 계급명도 갑을의 구분을 없애고 1급 ~ 9급으로 일원화하여 지금의 모습을 갖추었다. 노태우 정부에서는 공무원의 정년이 58세에서 61세로 늘어난 한편 직권면직 및 직위해제제도를 개선하였으며, 김영삼 정부에서는 우수공무원에 대한 성과급 지급의 근거를 마련하고 육아휴직·가사휴직의 기회를 부여하는 한편 근무성적평정제도를 강화하였다. 김대중 정부에서는 인사관리기구로써 중앙인사위원회를 신설하여 인사행정개혁을 담당케 했으며, 개방형 직위제를 도입하였다. 노무현 정부는 폭넓은 개혁을 통해 계급 중심의 공무원 사회를 직무 중심으로 바꾸고 고위공무원단을 도입했으며, 개방형 인재채용을 확대하는 한편 공무원의 역량과 성과책임을 강화하였다. 합법적인 공무원노동조합이 탄생한 것도 이때의 일이다. 이명박 정부 출범 이후에는 지역인재·기능인재 추천채용제의 개편 및 도입이 이루어졌다.

## 구분
국가에서 근무하는 경우 국가공무원으로, 지방자치단체에서 근무하는 경우 지방공무원으로 구분하며, 다른 한편으로 경력직공무원과 특수경력직공무원으로도 구분한다.
- 경력직공무원: 실적과 자격에 따라 임용되고 그 신분이 보장되며 평생 동안 공무원으로 근무할 것이 예정되는 공무원
  - 일반직공무원: 기술·연구 또는 행정 일반에 대한 업무를 담당하는 공무원
  - 특정직공무원
    - 국가공무원의 경우: 판사, 검사, 외무공무원, 경찰공무원, 소방공무원, 교육공무원, 변호사, 군무원, 헌법재판소 헌법연구관, 국가정보원의 직원과 특수 분야의 업무를 담당하는 공무원으로서 다른 법률에서 특정직공무원으로 지정하는 공무원
    - 지방공무원의 경우: 공립 대학 및 전문대학에 근무하는 교육공무원, 교육감 소속의 교육전문직원, 자치경찰공무원 및 지방소방공무원과 그 밖에 특수 분야의 업무를 담당하는 공무원으로서 다른 법률에서 특정직공무원으로 지정하는 공무원
- 특수경력직공무원: 경력직공무원 이외의 공무원
  - 정무직공무원
    - 선거로 취임하거나 임명할 때 국회의 동의가 필요한 공무원[내용 1]
    - 고도의 정책결정 업무를 담당하거나 이러한 업무를 보조하는 공무원으로서 법률이나 대통령령[내용 2]에서 정무직으로 지정하는 공무원[내용 3]

  - 별정직공무원: 비서관·비서 등 보좌업무 등을 수행하거나 특정한 업무 수행을 위하여 법령에서 별정직으로 지정하는 공무원

전문지식·기술이 요구되거나 임용관리에 특수성이 요구되는 업무를 담당하게 하기 위하여 경력직공무원을 임용할 때에 일정기간을 정하여 근무하는 공무원을 임기제공무원이라 한다. 법령에 규정된 경력직공무원의 정원에 해당하는 직위에 임용되는 일반임기제공무원, 특정 분야에 대한 전문적 지식이나 기술 등이 요구되는 업무를 수행하기 위하여 임용되는 전문임기제공무원, 통상적인 근무시간보다 짧은 시간(주당 15시간 이상 35시간 이하)을 근무하는 시간선택제임기제공무원, 휴직 공무원·30일 이상의 병가나 특별휴가를 실시하는 공무원·시간선택제전환공무원의 업무를 대행하기 위하여 1년 6개월 이내의 기간 동안 임용되는 한시임기제공무원이 이 범주에 속한다. 한편, 통상적인 근무시간보다 짧은 시간(주당 20시간 이내로 하되, 5시간의 범위에서 조정 가능)을 근무하는 공무원을 시간선택제채용공무원이라 한다.
과거에는 기능적인 업무를 담당하며 그 기능별로 분류되는 기능직공무원과 국가와의 채용 계약에 따라 전문지식·기술이 요구되거나 임용에 신축성 등이 요구되는 업무에 일정 기간 종사하는 계약직공무원이 각각 경력직공무원과 특수경력직공무원의 범주에 포함되어 있었지만, 법률 제11530호 「국가공무원법」 일부개정법률에 의해 2013년 12월 12일부터 폐지되었다.

### 사실상 노무에 종사하는 공무원
과학기술정보통신부 소속 현업기관의 작업 현장에서 노무에 종사하는 우정직공무원은 사실상 노무에 종사하는 공무원의 범주에 포함된다.
사실상 노무에 종사하는 공무원의 범위에 관한 조례제정의무 사건
사실상 노무에 종사하는 공무원의 범위에 관한 조례제정의무 사건은 입법부작위 위헌확인에 대한 대한민국 중요 헌법재판소 판례이다. 다음은 주요 내용이다.
- 교육부장관(당시 문교부장관)의 권한을 재위임 받은 국공립교육기관의 장에 의하여 국공립유치원의 임용기간을 정한 전임강사로 임용되어 지방자치단체(지방정부)로부터 보수를 지급받으면서 공무원복무규정을 적용받고 사실상 유치원 교사의 업무를 담당하여 온 유치원 교사의 자격이 있는 자는 교육공무원에 준하여 신분보장을 받는 정원 외의 임시직 공무원으로 봄이 상당하므로 그에 대한 해임처분의 시정 및 수령지체된 보수의 지급을 구하는 소송은 행정소송의 대상이지 민사소송의 대상이 아니다.[11]
- 국가(중앙정부)가 공무원임용결격사유가 있는 자에 대하여 결격사유가 있는 것을 알지 못하고 공무원으로 임용하였다가 사후에 결격사유가 있는 자임을 발견하고 공무원 임용행위를 취소하는 것은 당사자에게 원래의 임용행위가 당초부터 당연무효이었음을 통지하여 확인시켜 주는 행위에 지나지 아니하는 것이므로, 그러한 의미에서 당초의 임용처분을 취소함에 있어서는 신의칙 내지 신뢰의 원칙을 적용할 수 없고 또 그러한 의미의 취소권은 시효로 소멸하는 것도 아니다[12]
- 경찰공무원법에 규정되어 있는 경찰관임관 결격사유는 경찰관으로 임관되기 위한 절대적인 소극적 요건으로서 임관 당시 경찰관임관 결격사유가 있었다면 비록 임관권자의 과실에 의하여 임관결격자임을 밝혀내지 못하였다 하더라도 그 임용(임관)행위는 당연무효로 보아야 한다.[13]
- 당연퇴직의 통보는 법률상 당연히 발생하는 퇴직사유를 공적으로 확인하여 알려 주는 사실의 통보에 불과한 것이지 그 통보자체가 징계파면이나 직권면직과 같이 공무원의 신분을 상실시키는 새로운 형성적 행위는 아니므로 항고소송의 대상이 되는 독립한 행정처분이 아니다[14]
- 결격사유가 소멸된 후 30년 3개월 동안 사실상 공무원으로 계속 근무를 하였다고 하더라도 그것만으로는 임용권자가 묵시적으로 새로운 임용처분을 한 것으로 볼 수 없고, 임용 당시 결격자였다는 사실이 밝혀졌는데도 서울특별시 경찰국장이 일반사면령등의 공포로 현재 결격사유에 해당하지 아니한다는 이유로 당연퇴직은 불가하다는 조치를 내려서 그 후 정년퇴직시까지 계속 사실상 근무하도록 한 것이 임용권자가 일반사면령의 시행으로 공무원자격을 구비한 후 근무행위를 유효한 것으로 추인하였다거나 장래에 향하여 그를 공무원으로 새로 임용하는 효력이 있다고 볼 수 없다[15].

## 고위공무원단
고위공무원단은 행정부 고위직 공무원을 범정부적 차원에서 효율적으로 인사관리하여 접우의 경쟁력을 높이기 위해 과거의 1급 및 2급에 해당하는 공무원의 직급을 하나의 직위로 묶은 것을 말한다. 중앙행정기관 및 그에 준하는 행정부 각급 기관, 지방자치단체 및 지방교육행정기관의 국가공무원으로 보하는 직위 중 실장·국장 혹은 그에 준하는 보좌기관에 임용되어 재직 중인 일반직공무원·별정직공무원·특정직공무원이 이에 해당한다. 2006년 7월, 노무현 정부에서 정부 정책에 핵심적 역할을 수행하는 실·국장급 국가공무원을 범정부적 차원에서 적재적소에 활용할 수 있도록 인사관리하고, 고위공무원의 개방과 경쟁을 확대하여, 성과책임을 강화함으로써 역량있는 정부를 구현하기 위하여 도입하였다. 일부를 제외한 임용권은 소속 장관이 행사하며, 경력경쟁채용시험이나 승진, 전보 등을 통해 임용한다.
전통적으로 대한민국의 공무원제도는 계급제와 폐쇄형 임용에 입각해서 운영되어 왔지만 이는 여러 문제점을 내포하고 있었다. 민간 전문가의 임용과 승진에 불리하였으며, 민관 간의 인사 교류에도 악영향을 끼쳤다. 각 부처의 고위직 임용에는 타부처 출신을 배제하여 부처이기주의를 강화시켰다. 성과관리는 형식적으로 진행되었고 연공서열 위주로 인사관리가 이루어져 동기유발을 일으키지 못했으며, 일반행정가주의를 강조하여 실·국장급 공무원들을 1년마다 보직이동시켜 전문성과 책임성을 떨어뜨리는 인사관행을 정착시켰다. 이의 극복을 위해 서구에서 시행 중인 '고위공무원단' 제도의 도입을 주장하는 목소리가 높아졌지만 공직 사회의 반대로 실현되지 못했다. 김대중 정부에서는 IMF의 극복을 위해 고위공무원단 제도를 도입하고자 했으나 개방형직위제도를 도입하는 선에서 그치고 말았다. 하지만 중앙인사위원회를 신설하고 고위공무원단의 도입을 주장하는 대학 교수와 같은 전문가들을 포섭함으로써 도입의 기반을 마련하였다. 노무현 정부로 접어든 이후, 청와대와 중앙인사위원회는 고위공무원의 총괄관리·정무직공무원(장관)의 공무원 장악·부처 이기주의의 타파·공직사회의 유연화와 같은 목적을 위해 고위공무원단 제도에 적극적으로 나섰다. 대통령의 자문 기구로 정부혁신지방분권위원회를 설치하고, 고위공무원단 제도의 도입을 혁신 과제로 지정했으며 제도 도입을 위한 브레인 역할을 맡을 참모기구로써 고위공무원단 추진기획단을 구성하는 등의 준비를 거쳐 제도의 도입을 이끌어냈다. 이는 2004년의 총선에서 여당인 열린우리당이 압승을 거두었기에 이루어낸 성과이기도 하다.
이후 이명박 정부가 출범하면서 큰 변화를 맞이했다. 기존에는 직무등급을 가등급부터 마등급까지 다섯 개를 두었지만, 지나치게 세분화되어서 오히려 불편하고 비효율적이라 하여 2009년 1월부터 가등급과 나등급의 두 개로 축소하였다. 또한 대부처주의를 도입하여 조직을 축소하고 부처 간 정책통합성을 높이는 방향으로 개편한 뒤, 공모 직위의 비율을 30%에서 15%로 축소하였다. 이마저도 안전행정부(현 행정자치부) 장관과의 협의 없이 소속 장관이 자율적으로 변경할 수 있도록 하였다. 한편, 개방형 직위는 과장급 직위로까지 확대하였으며, 성과평가에서는 절대평가에서 상대평가 요소를 도입하도록 하였다.
대한민국의 고위공무원단 제도는 개방형직위제도(민간인의 유입을 유도)와 직위공모제도(부처 간의 경쟁 유도)를 통한 고위직의 개방, 역량평가·최소보임기간 설정 등을 통한 고위공무원의 능력 향상, 직무성과계약·적격성심사 등을 통한 책임성 확보, 그리고 소속 부처에서 벗어난 넓은 시야를 통해 국익을 위하여 일할 수 있도록 유도하고 관리하는 방향으로 설계되었다. 실제로 고위공무원단 제도가 도입되면서 계급제를 중심으로 하던 기존의 인사운영 방식에는 직위분류제 방식이 일정부분 가미되었으며, 개방적 임용이 확대되어 경쟁을 통해 충원할 수 있게 되었다. 보임 기간도 어느 정도 정기적으로 맞춤으로써 잦은 보직 변경에 의한 폐단을 최소화하였다. 형식적이던 성과관리도 엄격해졌으며, 보수 체계도 계급이 아닌 직무의 차이에 따라 지급하는 방식이 병행되었다.
제도를 도입한 지 약 1년 반이 지나서 고위공무원을 대상으로 설문조사를 했을 때는 참여자 103명 중에서 55명(53.4%)은 긍정적인 인식을 한 반면, 부정적 인식을 한 경우는 16명(15.5%)으로 상당한 성과를 거두었다는 평이 일반적이다. 2007년에는 개방형 직위 146개 중에서 공무원 지원자는 251명인 것에 비해, 민간인 지원자는 425명으로 유인 효과도 성과를 올렸다. 제도 도입 이후 공무원 본인이 역량개발에 노력했는가에 대해서는 103명 중에서 71명(67.4%)이 그렇다고 했으며, 4명(3.8%) 만이 그렇지 않다라고 답을 하였다. 2007년의 조사에 의하면 고위공무원단 125명을 대상으로 한 설문조사에서는 제도 실시의 효과가 있다는 대답이 모두 50%를 넘었다.
하지만 모델이 되었던 서구권에서도 고위공무원단 제도의 운영성과가 긍정적인 것만은 아니다. 영국의 경우에는 상대적으로 민간인을 고위공무원에 안정적으로 진입시켜 전문성도 제고하고 개방성도 넓히는 효과를 등 어느 정도 거둔 것으로 평가받지만 대부분의 서구 국가들도 적잖은 문제를, 정확히는 생각한 것만큼의 변화를 보지 못하고 있다. 대표적으로 전문 지식을 가진 고위공무원을 타부처로 전직시키는 것을 소속 장관이 원하지 않아 유동성이 생각만큼 늘어나지 못했다는 점이다. 정부가 바뀔 때마다 제도가 오락가락하는 측면도 있으며, 전체를 아우르는 큰 틀에서의 제도의 고착은 아직도 이상적인 수준에 머물고 있다. 또한 성과관리에 아무리 과학적 기법을 도입하더라도 본직적인 문제를 해결하지 못하고 있다. 미국의 경우에는 정무직공무원을 임용하면서 관료제의 정치화 논란을 야기하기도 한다. 대한민국의 경우에도 개방형 직위와 공모 직위의 수를 각각 20%와 30%로 정해놓았는데 이는 부처의 특수성을 고려하지 않은 것이라는 비판이 존재한다. 또한 고위공무원단 제도에서 중요한 직무등급의 설정을 직위분류제에 의하지 않고, 전통적인 계급제를 활용하면서 과거와 큰 차이가 없다는 인식이 있다. 이런 점에 비추어 보았을 때 많은 시간과 자원을 들이는 개방형 직위와 공모 직위는 차라리 소모적인 것에 불과하다는 것이다. 민간인의 유도는 제법 성과를 거두었다지만 이들의 지속성은 별개의 문제라는 평가도 있다. 민간에 비해 보수가 낮고 계약이 만료되면 신분이 불안정해지므로 시간이 지날수록 이들이 지원을 꺼리게 된다. 이는 공모 직위에도 해당되는 사항이다. 가장 큰 문제는 성과관리가 합리적으로 이루어지지 않는다는 점이다. 온정주의적 행정문화와 더불어 평가 방식이 절대평가로 이루어지면서 5개 등급 중 '매우 우수' 등급과 '우수' 등급을 받는 경우가 80%를 넘는 반면, 가장 낮은 '매우 미흡'을 받은 경우는 1%에도 미달했다. 하지만 상대평가 요소의 도입과 성과연봉의 비중을 늘리는 개혁을 시도한 뒤로는 성과주의의 강화라는 긍정적인 효과도 있었다. 성과역량평가에서도 미통과자의 비율이 늘어나면서 이를 대비한 사전교육을 통한 고위공무원의 핵심역량 및 관리능력의 향상이라는 효과도 있었다. 가장 큰 문제로 지적되는 것은 '개방 경쟁'을 표방했으면서도 사실상 제 기능을 하지 못한 채 과거의 계급제와 비슷하게 운영되고 있다는 점이다. 이명박 정부에서 직무등급을 다섯 개에서 두 개로 줄였는데, 이것을 과거의 1급 및 2급처럼 인식·운영하면서 폐해가 일어난 것이다. 가등급이 나등급으로 전보된 사례도 극히 드물며, 적격심사를 통해 직권면직된 사례는 아예 존재하지 않고, 퇴직 때까지 부처를 한 번도 옮기지 않는 공무원도 80%에 육박할 정도다.
외무공무원의 고위공무원단 제도는 일반직공무원과는 별도로 운영된다. 고위공무원단에 속하는 외무공무원은 직무를 성공적으로 수행하기 위하여 요구되는 관계구축, 외교교섭 및 위기상황관리와 관련된 능력·자질을 갖춘 사람을 의미하며, 외교부 한반도평화교섭본부장, 차관보, 의전장, 기획조정실장, 다자외교조정관, 경제외교조정관, 대변인, 재외동포영사대사, 기후변화대사, 공공외교대사, 각 국장, 북핵외교기획단장, 평화외교기획단장, 국제안보대사, 원자력·비확산외교기획관, 부대변인, 감사관, 정책기획관, 의전기획관, 조정기획관, 인사기획관, 외교정보관리관, 장관정책보좌관, 심의관 및 국립외교원 교수부장, 기획부장, 경력교수 및 외교안보연구소의 소장과 연구부장, 그리고 재외공관의 장·차석대사·공사·공사급 직위로 지정하는 공사참사관 및 부총영사를 대상으로 한다.

### 고위감사공무원단
감사원에서 근무하는 일반직공무원은 행정부의 고위공무원단이 아닌 별도의 고위감사공무원단 체제를 적용받는다. 적용 대상은 직무의 곤란성과 책임도가 높은 감사원 사무차장, 감사교육원장, 감사연구원장과 감사원 소속의 실·국장, 이에 상응하는 보좌기관이다. 2007년 7월 1일 도입하였으며, 행정부의 고위공무원단 제도의 도입 이유와 크게 다르지 않다. 다만, 감사 업무의 특성상 외부인에게 맡기는 것이 쉽지 않은데 고위공무원단 제도의 목표 중 하나가 고위 공직의 개방성이다보니 이에 대한 충돌이 우려되었다. 경제 부처 공무원이 경제부처 담당 감사직위를 맡는다면 업무가 쉽게 이루어지지 않을 것이기 때문이다. 이는 행정부의 고위공무원단 제도와 별도로 운영하게 된 이유이기도 하다.

### 지방고위공무원단
고위공무원단 제도를 도입할 때 지방자치단체에서 근무하는 지방공무원도 그 적용 대상에 포함시키고자 했다. '준고위공무원단' 혹은 '지방고위공무원단'의 도입인데, 4급 이상을 대상으로 하였다. 이에 대해서는 지방자치단체의 인사는 중앙보다도 더 학연과 지연으로 얽힌 문제가 많은데 이에 대한 해결책이나 기초자치단체 끼리의 교류를 통해 업무의 시야를 넓히는 등의 긍정적인 여론도 있었지만 보직의 잦은 이동은 업무의 연속성을 떨어뜨리고 내부승진의 기회를 박탈당해 사기가 떨어질 것이라는 반발도 존재했다. 중앙과 달리, 직위분류의 기본조차 되어 있지 않고 정치권에 의해 공무원의 통제가 강화되어 단체장이 바뀔 때마다 고위직의 물갈이가 우려된다는 비판도 존재하여, 결국 도입이 무산되었다.

## 인사기관
국회사무총장, 법원행정처장, 헌법재판소 사무처장, 중앙선거관리위원회 사무처장, 인사혁신처장은 각각 국회, 법원, 헌법재판소, 선거관리위원회, 행정부에 있어서 인사행정에 관한 기본 정책의 수립과 인사관리에 관한 총괄적인 사항을 관장하는 중앙인사관장기관의 역할을 수행하는데, 공무원의 인사에 대한 감사를 실시할 수 있으며, 인사기록을 작성·보관하여야 한다. 지방자치단체장과 지방교육자치단체장은 공무원의 임명·휴직·면직·징계를 하는 임용권을 가지며, 일부를 지방의회 사무처장 등에게 위임할 수 있다.
소속 공무원의 징계처분 등의 소청을 심사하기 위해 기관별로 소청심사위원회를 둬야 하며, 지방에도 지방자치단체별로 인사위원회와 소청심사위원회를 설치한다.

## 정원
「정부조직법」 및 기타 법령에 의해 설치되는 행정기관에 두는 국가공무원의 정원은 「국가공무원총정원령」에 의해 293,982명을 한도로 한다. 또한 「검사정원법」에 의거하여 검사의 정원은 2,292명, 「국립의 각급 학교에 두는 공무원의 정원에 관한 규정」에 의거하여 국공립 학교에 두는 공무원의 정원은 25,954명, 「각급 법원 판사 정원법」에 의거하여 판사의 정원은 3,214명, 「법원공무원 정원에 관한 규칙」에 의거하여 법원공무원의 정원은 15,755명, 「지방자치단체에 두는 국가공무원의 정원에 관한 법률」에 의거하여 지방자치단체에 두는 국가공무원의 정원은 333명 이내로 한다. 구체적인 각 부처별 공무원의 배분은 대통령령인 직제에 의해 규정되어 있다. 지방공무원은 총괄적인 관리나 규제는 존재하지 않으며, 각 지방자치단체가 개별적인 관리를 한다. 2016년 12월 기준으로 총 공무원 정원은 1,029,528명이며, 직종별로는 교육공무원이 360,181명(55.4%)로 가장 많고, 다음으로는 일반직공무원이 160,159명(24.6%), 경찰공무원이 124,960명(19.2%)으로 뒤를 따른다. 지방자치단체는 일반직공무원이 258,820명으로 전체의 85.3%를 차지한다. 구체적인 수는 다음과 같다.
| 구분           | 구분           | 정원        | 현원        | 현원      | 현원      |
| 구분           | 구분           | 정원        | 합계        | 남성      | 여성      |
| -------------- | -------------- | ----------- | ----------- | --------- | --------- |
| 입법부         | 입법부         | 4,063명     | 4,300명     | 2,740명   | 1,560명   |
| 행정부         | 소계           | 1,003,635명 | 1,021,402명 | 557,885명 | 463,517명 |
| 행정부         | 국가공무원     | 628,880명   | 650,149명   | 326,574명 | 323,575명 |
| 행정부         | 지방공무원     | 374,755명   | 371,253명   | 231,311명 | 139,942명 |
| 사법부         | 사법부         | 18,708명    | 17,439명    | 10,626명  | 6,813명   |
| 헌법재판소     | 헌법재판소     | 300명       | 320명       | 188명     | 132명     |
| 선거관리위원회 | 선거관리위원회 | 2,822명     | 3,026명     | 2,042명   | 964명     |
| 합계           | 합계           | 1,029,528명 | 1,046,487명 | 573,481명 | 473,006명 |

다음은 2016년 12월 31일 기준 공무원 현원이다.
| 직종         | 직종         | 현원        | 현원    | 현원      | 현원     | 현원       | 현원           | 현원         |
| 직종         | 직종         | 합계        | 입법부  | 행정부    | 법원     | 헌법재판소 | 선거관리위원회 | 지방자치단체 |
| ------------ | ------------ | ----------- | ------- | --------- | -------- | ---------- | -------------- | ------------ |
| 합계         | 합계         | 1,046,487명 | 4,300명 | 650,149명 | 17,439명 | 320명      | 3,026명        | 371,253명    |
| 정무직공무원 | 정무직공무원 | 400명       | 7명     | 117명     | 2명      | 11명       | 3명            | 260명        |
| 일반직공무원 | 일반직공무원 | 501,326명   | 2,075명 | 160,159명 | 13,699명 | 250명      | 3,020명        | 322,123명    |
|              | 1급 ~ 2급    | 1,230명     | 56명    | 1,051명   | 11명     | 6명        | 21명           | 85명         |
|              | 3급          | 1,457명     | 110명   | 793명     | 49명     | 6명        | 42명           | 457명        |
|              | 4급          | 10,322명    | 255명   | 6,073명   | 464명    | 27명       | 303명          | 3,200명      |
|              | 5급          | 35,224명    | 232명   | 14,440명  | 1,042명  | 36명       | 284명          | 19,190명     |
|              | 6급          | 116,963명   | 541명   | 28,958명  | 2,049명  | 47명       | 905명          | 84,463명     |
|              | 7급          | 158,499명   | 291명   | 41,926명  | 3,780명  | 48명       | 973명          | 111,481명    |
|              | 8급          | 86,493명    | 196명   | 25,742명  | 3,523명  | 26명       | 310명          | 56,696명     |
|              | 9급          | 45,002명    | 74명    | 11,793명  | 2,169명  | 4명        | 114명          | 30,848명     |
|              | 연구직       | 8,658명     | 46명    | 5,226명   | 3명      | 2명        | 1명            | 3,380명      |
|              | 지도직       | 4,445명     | -       | 123명     | -        | -          | -              | 4,322명      |
|              | 우정직       | 20,197명    | -       | 20,197명  | -        | -          | -              | -            |
|              | 시간선택제   | 2,440명     | 8명     | 717명     | -        | -          | -              | 1,715명      |
|              | 전문경력관   | 1,577명     | 27명    | 805명     | 24명     | 4명        | 6명            | 711명        |
|              | 일반임기제   | 6,871명     | 114명   | 1,029명   | 96명     | 29명       | 28명           | 5,575명      |
|              | 전문임기제   | 1,435명     | 119명   | 779명     | 489명    | 15명       | 33명           | -            |
|              | 한시임기제   | 513명       | 6명     | 507명     | -        | -          | -              | -            |
| 특정직공무원 | 특정직공무원 | 541,316명   | -       | 489,594명 | 3,318명  | 58명       | -              | 48,346명     |
|              | 외무         | 1,852명     | -       | 1,852명   | -        | -          | -              | -            |
|              | 경찰         | 125,085명   | -       | 124,960명 | -        | -          | -              | 125명        |
|              | 소방         | 43,388명    | -       | 542명     | -        | -          | -              | 42,846명     |
|              | 검사         | 2,067명     | -       | 2,059명   | 8명      | -          | -              | -            |
|              | 교육         | 365,556명   | -       | 360,181명 | -        | -          | -              | 5,375명      |
|              | 법관         | 2,907명     | -       | -         | 2,907명  | -          | -              | -            |
|              | 헌법연구관   | 58명        | -       | -         | -        | 58명       | -              | -            |
|              | 사법연수생   | 403명       | -       | -         | 403명    | -          | -              | -            |
| 별정직공무원 | 별정직공무원 | 3,445명     | 2,218명 | 279명     | 420명    | 1명        | 3명            | 97명         |

행정부 국가공무원의 정원은 사회의 발전 및 분화 정도에 비례하여 증가 추세를 보이며, 1995년의 지방자치제도 부활이나 1998년 IMF 외환위기 극복과 같은 구조 조정이 있을 때에는 감소하기도 하였다.
| 행정부 국가공무원 총정원 추이 | 행정부 국가공무원 총정원 추이 | 행정부 국가공무원 총정원 추이 | 행정부 국가공무원 총정원 추이 | 행정부 국가공무원 총정원 추이 | 행정부 국가공무원 총정원 추이 | 행정부 국가공무원 총정원 추이 | 행정부 국가공무원 총정원 추이 | 행정부 국가공무원 총정원 추이 | 행정부 국가공무원 총정원 추이 | 행정부 국가공무원 총정원 추이 | 행정부 국가공무원 총정원 추이 | 행정부 국가공무원 총정원 추이 | 행정부 국가공무원 총정원 추이 | 행정부 국가공무원 총정원 추이 | 행정부 국가공무원 총정원 추이 |
| 연도                          | 총계                          | 연도                          | 총계                          | 연도                          | 총계                          | 연도                          | 총계                          | 연도                          | 총계                          | 연도                          | 총계                          | 연도                          | 총계                          | 연도                          | 총계                          |
| ----------------------------- | ----------------------------- | ----------------------------- | ----------------------------- | ----------------------------- | ----------------------------- | ----------------------------- | ----------------------------- | ----------------------------- | ----------------------------- | ----------------------------- | ----------------------------- | ----------------------------- | ----------------------------- | ----------------------------- | ----------------------------- |
| 1980년                        | 438,000명                     | 1985년                        | 462,000명                     | 1990년                        | 540,000명                     | 1995년                        | 558,000명                     | 2000년                        | 546,000명                     | 2005년                        | 572,000명                     | 2010년                        | 612,000명                     | 2015년                        | 626,000명                     |
| 1981년                        | 471,000명                     | 1986년                        | 475,000명                     | 1991년                        | 553,000명                     | 1996년                        | 561,000명                     | 2001년                        | 548,000명                     | 2006년                        | 590,000명                     | 2011년                        | 612,000명                     | 2016년                        | 629,000명                     |
| 1982년                        | 449,000명                     | 1987년                        | 477,000명                     | 1992년                        | 565,000명                     | 1997년                        | 562,000명                     | 2002년                        | 562,000명                     | 2007년                        | 605,000명                     | 2012년                        | 615,000명                     |                               |                               |
| 1983년                        | 451,000명                     | 1988년                        | 492,000명                     | 1993년                        | 568,000명                     | 1998년                        | 556,000명                     | 2003년                        | 579,000명                     | 2008년                        | 607,000명                     | 2013년                        | 615,000명                     |                               |                               |
| 1984년                        | 454,000명                     | 1989년                        | 516,000명                     | 1994년                        | 567,000명                     | 1999년                        | 548,000명                     | 2004년                        | 589,000명                     | 2009년                        | 609,000명                     | 2014년                        | 622,000명                     |                               |                               |

## 인사관리

### 임용
임용은 신규채용과 승진임용 외에도 전직·전보·겸임·파견·강임·휴직·직위해제·정직·강등·복직·면직·해임·파면을 아울러 이르는 말이며, 시험성적·근무성적 혹은 능력의 실증에 따라 행함을 원칙으로 한다. 다만, 장애인·저소득층에 대한 우대나 양성평등의 구현을 위한 정책은 실시할 수 있으며, 국가유공자를 우선 임용할 수도 있다.
신규채용은 공개경쟁 채용시험을 통해 채용하지만 퇴직 공무원의 재임용·특수 목적을 위해 설립된 학교의 졸업자·특수한 직무분야나 환경 혹은 지역에서 근무할 자 등의 경우에는 경력경쟁채용시험을 통한다. 전입은 국회·행정부·지방자치단체 등 서로 다른 기관에 소속되어 있는 공무원의 인사이동을 의미한다. 5급에 상당하는 공무원을 신규채용할 때는 1년, 6급 이하에 상당하는 공무원을 신규채용할 때는 6개월의 시보 기간을 두며, 이 기간의 근무성적·교육훈련성적 및 공무원으로서의 자질을 고려한 뒤에 정규 공무원으로 임명하며, 자질이 부족하다고 판단할 경우에는 면직을 제청할 수 있다. 승진임용은 근무성적평정·경력평정이나 그 밖의 능력의 실증에 따른다. 다만, 고위공무원단이나 그에 상응하는 계급으로의 승진은 능력과 경력을 고려하며, 5급으로의 승진은 별도의 승진시험을 거쳐야 한다. 6급 이하에서의 승진에서도 필요할 경우에는 시험을 거치게 할 수 있다.

#### 개방형 직위
전문성이 특히 요구되거나 효율적인 정책 수립을 위하여 필요하다고 판단하여 공직 내부나 외부에서 적격자를 임용할 필요가 있는 직위를 개방형 직위로 지정하여 운영할 수 있다. 국가직은 고위공무원단을 포함한 1급 ~ 3급에 해당하는 직위 중 임기제공무원으로 보할 수 있는 직위 모두를, 지방직은 시·도청의 5급 이상 공무원과 시·군·구청의 6급 이상 공무원 또는 이에 상당하는 공무원 중 임기제공무원으로도 보할 수 있는 직위 모두를 개방형 직위로 간주한다.
국가직공무원의 개방형 직위는 부처별로 고위공무원단 직위 총수의 20/100의 범위에서, 실국장 밑에 두는 보조기관 및 이에 상응하는 직위 총수의 20/100의 범위에서 지정하는데 부처별 균형을 유지해야 한다. 임용은 개방형 직위 중앙선발시험위원회가 실시하는 선발시험을 거치며, 최종적으로 선발된 2명 혹은 3명 중에서 소속 장관이 결정한다. 임용기간은 최소 2년으로 하되, 5년의 범위에서 결정한다. 감사원은 행정부와는 별도로 개방형 직위를 운영하는데, 실국장 밑에 두는 보조기관을 제외한 고위감사공무원단 직위 중 임기제공무원으로도 임명할 수 있는 직위는 모두 개방형 직위로 보며, 그 외에 전문성이 특히 요구되거나 효율적인 업무수행을 위해 공직 내부 또는 외부에서 적격자를 임용할 필요가 있는 직위를 개방형 직위로 지정하여 운영할 수 있다. 고위감사공무원단 직위 총수의 20/100의 범위에서, 실국단장 밑에 두는 보조기관 및 이에 상응하는 직위 총수의 20/100의 범위에서 개방형 직위를 지정하며, 개방형 직위 선발시험위원회의 선발시험을 거쳐 임용한다. 임용기간은 최소 2년으로 하되, 5년의 범위에서 결정한다. 지방직공무원의 개방형직위는 시·도별로 1급 ~ 5급까지의 공무원과 시·군·구별 2급 ~ 5급까지의 공무원 직위 총수의 10/100의 범위에서 지정한다. 임용은 개방형직위 선발시험위원회가 실시하는 선발시험을 거치며, 최종적으로 선발된 2명 혹은 3명 중에서 지방자치단체장이 결정한다. 임용기간은 최소 2년으로 하되, 5년의 범위에서 결정한다.
하지만 형식적으로만 개방형 직위를 운용하고 실제로는 민간인을 배척한다는 비판이 있다. 중소기업청은 2014년 고위공무원 개방직 직위를 모두 내부 출신이 맡고 있는데, 높은 경쟁률을 기록했음에도 이런 결과가 나와 개방형 직위의 취지가 무색하다는 평가가 나오며, 국무조정실은 2001년부터 2015년까지 37명의 개방형 직위 채용이 진행되었지만 민간인 출신은 4명에 불과했다. 기획재정부는 2016년까지 개방형 직위에 22명을 공무원 출신으로 임명하고 2명만 외부인이었다. 이것조차 고용노동부와 한국은행 출신이라 사실상 외부인 임용은 제로였다. 지방자치단체의 경우도 예외는 아니다. 공직 사회 경쟁력과 전문성을 높이기 위한 개방형 직위 제도가 무늬만 '개방형'이라는 지적이 있다. 충청북도청은 2010년 이시종 지사가 당선된 이래 대표적 개방형 직위인 감사관 직위에 다섯 차례 모두 공무원이 임용되었다. 그 외에도 10개의 개방형 직위 가운데 경제자유구역청 투자유치부장 1명만이 외부 출신이며, 나머지는 모두 공무원 출신이다. 충청남도청은 3개의 개방형 직위 중 감사위원장은 행정자치부 출신, 도민협력새마을과장은 충남도 출신, 보건환경연구원장은 안희정 지사의 측근을 임용하여 낙하산이라는 비판까지 나왔다. 강원도청은 6개의 개방형 직위 중에서 절반을 민간에 양보하여 그나마 적절히 안배했다는 평가를 받았다.
이에 인사혁신처는 고위공무원의 10%와 과장급 5%는 반드시 민간 인재로 채용하는 '경력개방형 직위'를 도입하기로 하였다. 현재 고위공무원의 20%, 과장급의 10%는 공무원과 민간 모두가 지원할 수 있는데 이 중 절반은 반드시 민간인으로 채용하도록 한 것이다.

#### 공모 직위
효율적인 정책 수립·관리·처리를 위하여 해당 기관 내부 또는 외부의 공무원 중에서 적격자를 임용할 필요가 있는 직위를 공모 직위로 지정하여 운영할 수 있다.
국가직공무원의 공모 직위는 부처별로 경력직공무원으로 임명할 수 있는 고위공무원단 직위 총수의 30/100의 범위에서, 실국장 밑에 두는 보조기관 및 이에 상응하는 직위 총수의 20/100의 범위에서 지정하는데 부처별 균형을 유지해야 한다. 임용은 공모 직위 선발심사위원회가 실시하는 시험을 거치며, 최종적으로 선발된 2명 혹은 3명 중에서 소속 장관이 결정한다. 감사원은 행정부와는 별도로 공모 직위를 운영하는데, 업무를 효율적으로 수행하기 위해 감사원 내부 또는 외부의 공무원 중에서 적격자를 임용할 필요가 있는 직위를 공모 직위로 지정하여 운영할 수 있다. 고위감사공무원단 직위 총수의 30/100의 범위에서, 실국단장 밑에 두는 보조기관 및 이에 상응하는 직위를 공모 직위로 지정할 수 있으며, 공모 직위 선발심사위원회의 선발시험을 거쳐 임용한다. 지방직공무원의 공모직위는 개방형직위로 지정된 경우를 제외한 경력직공무원으로 임명할 수 있는 직위를 공모직위로 지정할 수 있다. 임용은 공모직위 선발심사위원회가 실시하는 시험을 거치며, 최종적으로 선발된 2명 혹은 3명 중에서 지방자치단체장이 결정한다.

### 징계
「국가공무원법」 제78조제1항과 「지방공무원법」 제69조제1항에서는 「국가공무원법」 및 「지방공무원법」을 위반한 경우, 직무상의 의무를 위반하거나 직무를 태만히 한 경우, 직무의 내외를 불문하고 그 체면·위신·품위를 손상하는 행위를 한 경우 징계를 받도록 규정되어 있다. 또한 「국가공무원법」 제78조의2제1항과 「지방공무원법」 제69조의2제1항에서는 금전·물품·부동산 등의 재산상 이익을 취득하거나 제공한 경우, 예산·기금·국고금·보조금·국유재산 등을 횡령·배임·절도·사기·유용한 경우 징계 외에도 취득한 재산상 이득의 5배 내의 징계부가금 부과 의결을 받을 수 있다.
징계의 종류에는 파면·해임·강등·정직·감봉·견책이 있으며, 앞의 네 개는 중징계에, 뒤의 두 개는 경징계에 속한다. 강등은 직급을 한 계급 내리고 3개월간 직무에 종사하지 못하게 하며, 그 기간 중의 보수는 전액을 감하는 징계이다. 강등이 된 공무원은 1계급 아래로 직급이 내려가고 3개월간 직무에 종사하지 못하며 그 기간 중 보수는 전액을 감한다.  정직(停職)은 1개월 이상 3개월 이하의 기간동안 직무에 종사하지 못하며 그 기간 중의 보수를 전액 감하는 징계이며, 감봉은 1개월 이상 3개월 이하의 기간 중 보수의 1/3을 삭감하는 징계이다. 견책(譴責)은 전과에 대해 훈계하는 가장 가벼운 징계이다. 이와 같은 징계의 의결을 위해 행정부의 경우 국무총리 소속으로 징계위원회를 두되 중앙행정기관에도 보통징계위원회를 둘 수 있으며, 국회의 경우 국회사무처에 중앙징계위원회, 국회사무처·국회도서관·국회예산정책처·국회입법조사처에 보통징계위원회를, 법원의 경우 법원행정처에 고등징계위원회, 법원행정처 및 각 고등법원에 보통징계위원회를, 헌법재판소의 경우 헌법연구관징계위원회를 두고 사무처에 고등징계위원회와 보통징계위원회를, 선거관리위원회의 경우 중앙위원회에 고등징계위원회와 보통징계위원회, 시·도위원회에 보통징계위원회를 설치한다. 지방자치단체는 인사위원회의 의결을 거쳐 징계를 결정한다.
공무원은 형의 선고, 징계 처분이나 기타 사유에 의하지 아니하고서는 본인의 의사에 반하여 휴직·강임·면직을 당하지 않는 등 신분을 보장받는다. 다만, 1급 공무원 및 고위공무원단 가급 혹은 이에 상당하는 공무원은 제외한다.
감사원에서 조사 중인 사건에 대하여는 조사개시 통보를 받은 날부터 징계 의결의 요구나 그 밖의 징계 절차를 진행하지 못한다. 검찰ㆍ경찰, 그 밖의 수사기관에서 수사 중인 사건에 대하여는 수사개시 통보를 받은 날부터 징계 의결의 요구나 그 밖의 징계 절차를 진행하지 아니할 수 있다.
2016년 기준 양정별 징계 현황과 최근 10년 간 유형별 징계 현황은 다음과 같다.
| 구분 | 합계    | 복무규정위반 | 품위손상 | 비밀누설 | 공문서관련비위 | 직권남용 | 직무유기 및 태만 | 감독불충분 | 공금유용 | 공금횡령 | 금품 및 향응수수 | 기타  |
| ---- | ------- | ------------ | -------- | -------- | -------------- | -------- | ---------------- | ---------- | -------- | -------- | ---------------- | ----- |
| 합계 | 3,015명 | 299명        | 2,032명  | 11명     | 4명            | 11명     | 154명            | 34명       | 24명     | 39명     | 123명            | 284명 |
| 파면 | 126명   | 12명         | 31명     | 0명      | 1명            | 1명      | 1명              | 0명        | 0명      | 5명      | 32명             | 43명  |
| 해임 | 159명   | 7명          | 91명     | 2명      | 0명            | 1명      | 0명              | 1명        | 2명      | 6명      | 17명             | 32명  |
| 강등 | 92명    | 8명          | 56명     | 0명      | 0명            | 0명      | 1명              | 0명        | 0명      | 1명      | 7명              | 19명  |
| 정직 | 486명   | 37명         | 316명    | 2명      | 1명            | 4명      | 24명             | 2명        | 5명      | 12명     | 19명             | 64명  |
| 감봉 | 1,000명 | 81명         | 750명    | 2명      | 1명            | 3명      | 57명             | 13명       | 9명      | 6명      | 29명             | 49명  |
| 견책 | 1,152명 | 154명        | 788명    | 5명      | 1명            | 2명      | 71명             | 18명       | 8명      | 9명      | 19명             | 77명  |

| 구분   | 합계    | 복무규정위반 | 품위손상 | 비밀누설 | 공문서관련비위 | 직권남용 | 직무유기 및 태만 | 감독불충분 | 공금유용 | 공금횡령 | 금품 및 향응수수 | 기타  |
| ------ | ------- | ------------ | -------- | -------- | -------------- | -------- | ---------------- | ---------- | -------- | -------- | ---------------- | ----- |
| 2006년 | 1,584명 | 256명        | 612명    | 11명     | 11명           | 4명      | 157명            | 44명       | 20명     | 26명     | 78명             | 365명 |
| 2007년 | 1,643명 | 386명        | 561명    | 3명      | 17명           | 6명      | 159명            | 51명       | 14명     | 7명      | 80명             | 359명 |
| 2008년 | 1,741명 | 318명        | 632명    | 6명      | 12명           | 4명      | 228명            | 48명       | 11명     | 11명     | 55명             | 416명 |
| 2009년 | 3,155명 | 435명        | 1,550명  | 11명     | 23명           | 3명      | 235명            | 46명       | 37명     | 34명     | 164명            | 617명 |
| 2010년 | 2,858명 | 404명        | 1,177명  | 16명     | 26명           | 9명      | 313명            | 111명      | 25명     | 63명     | 419명            | 295명 |
| 2011년 | 2,653명 | 516명        | 1,071명  | 15명     | 28명           | 12명     | 226명            | 144명      | 47명     | 62명     | 368명            | 164명 |
| 2012년 | 2,614명 | 478명        | 1,110명  | 22명     | 15명           | 8명      | 171명            | 53명       | 48명     | 40명     | 178명            | 491명 |
| 2013년 | 2,375명 | 381명        | 1,198명  | 25명     | 24명           | 9명      | 174명            | 35명       | 21명     | 56명     | 271명            | 181명 |
| 2014년 | 2,308명 | 410명        | 1,162명  | 18명     | 8명            | 10명     | 153명            | 40명       | 14명     | 20명     | 172명            | 301명 |
| 2015년 | 2,518명 | 451명        | 1,397명  | 20명     | 20명           | 9명      | 159명            | 40명       | 16명     | 33명     | 179명            | 194명 |
| 2016년 | 3,015명 | 299명        | 2,032명  | 11명     | 4명            | 11명     | 154명            | 34명       | 24명     | 39명     | 123명            | 284명 |

### 퇴직
결격사유에 해당하는 경우에는 당연퇴직의 대상이 된다. 또한 직제의 개정이나 예산의 감소 등으로 인해 직위가 폐직되거나 과원이 되었을 때, 휴직 기간이 끝난 뒤에도 직무에 복귀하지 않을 때, 직위해제되어 대기 명령을 받은 공무원의 근무성적의 향상을 기대하기 어려울 때, 전직시험에서 세 번 이상 불합격하여 직무수행 능력이 부족하다고 판단된 때 등에 해당할 경우 직권 면직을 시킬 수 있다. 이 경우 징계위원회의 의견을 들어야 하며, 업무 실적·직무수행 능력 등을 고려하여 기준을 확실히 하여야 한다. 직무수행 능력이 부족하거나 극히 나쁜 자, 중징계에 대한 징계 의결이 요구 중인 자, 형사 사건으로 기소된 자 등은 직위해제를 시킬 수 있다. 다만, 그 사유가 소멸한 경우 즉시 직위를 부여하여야 한다.
공무원의 정년은 60세로 하며, 정년이 이른 날이 1월에서 6월 사이에 있을 경우 6월 30일에, 7월에서 12월 사이에 있을 경우 12월 31일에 당연퇴직한다. 다만, 20년 이상 근속한 자가 정년 전에 명예퇴직을 할 수 있으며, 이 경우 예산의 범위 내에서 수당을 지급한다.

### 보수
일반직 국가공무원과 지방공무원의 보수는 직무의 곤란성과 책임의 정도에 맞도록 계급별·직위별·직무등급별로 정한다. 봉급월액은 「공무원보수규정」과 「지방공무원 보수규정」을 통해 명시하며, 예산의 범위에서 지급하는 수당은 「공무원수당 등에 관한 규정」과 「지방공무원 수당 등에 관한 규정」을 통해 정한다. 검사의 경우에는 「검사의 보수에 관한 법률」을, 군인의 경우에는 「군인보수법」을 적용하며, 「공무원 특수지근무수당 지급대상 지역 및 기관과 그 등급별 구분에 관한 규칙」·「경찰공무원 특수지근무수당 지급규칙」·「군인 등의 특수근무수당에 관한 규칙」·「재외공무원 수당 지급 규칙」·「지방공무원 특수지근무수당 지급대상지역 및 기관과 그 등급별 구분에 관한 규칙」 등에 의해 특수지 근무수당을 지급받을 수 있다.
국회의원의 수당은 「국회의원수당 등에 관한 법률」을 통해 규정하는데, 국회의장의 수당은 1,496,000원, 부의장의 수당은 1,275,000원, 국회의원의 수당은 1,014,000원으로 한다. 다만, 수당을 조정하고자 할 때에는 공무원보수의 조정비율에 범위내에서 정할 수 있다. 그 외에도 입법활동에 대한 입법활동비 1,200,000원을 매달, 회기중 입법활동을 지원하는 특별활동비를 회기 중에 지급받는다. 그 외에도 입법 및 정책개발비를 예산의 범위 안에서 국회의장과 교섭단체 대표가 협의하여 지급받으며, 공무로 여행할 때에는 여비를 지급받는다. 법률이 허용하는 다른 직을 겸한 경우에는 서로 비교하여 높은 보수만을 지급받으며, 이 경우에는 입법활동비와 특별활동비는 받을 수 없다.
보수의 지급일은 기관별로 상이한데, 국방부 및 그 소속기관은 매달 10일, 교육부 및 그 소속기관과 교육행정기관 및 교육기관은 매달 17일, 국회, 법원, 선거관리위원회, 행정자치부, 인사혁신처, 법무부, 서울특별시 및 그 소속기관은 매달 20일로 하며, 그 밖의 기관은 매달 25일로 한다. 다만, 특별한 사정이 있는 경우에는 일부 공무원의 보수 지급일을 달리 할 수 있으며, 지급일이 토요일이나 공휴일이면 전 날에 지급한다.

## 교육훈련
공무원은 국민 전체에 대한 봉사자로서 갖추어야 할 공직가치를 확립하고, 담당 직무를 효과적으로 수행할 수 있는 미래지향적 역량과 전문성을 배양하기 위해 교육훈련·자기개발을 할 의무를 가진다. 국가직공무원은 인사혁신처 소속의 국가공무원인재개발원에서 관장하며, 지방직공무원은 시·도별로 지방공무원교육원을 설치하여 관장한다.
인재개발 및 교육훈련은 기본교육훈련·전문교육훈련·기타교육훈련·자기개발 학습으로 구분할 수 있다. 기본교육훈련은 신규채용자나 신규임용자를 대상으로 하는 교육훈련이며, 전문교육훈련은 특수한 분야의 직무에 대한 교육훈련이다. 마지막으로 전자에 속하지 않는 교육훈련으로 소속기관의 장의 명에 따른 기타교육훈련이 있다. 이때, 전문교육훈련을 실시하기 위한 기관을 별도로 설치할 수 있다.

## 노동조합
「대한민국헌법」 제32조제1항에는 근로자들이 단결권·단체교섭권·단체행동권 등 노동3권을 가진다고 되어 있으면서도 같은 조 제2항에서는 공무원은 법률이 정하는 범위 내에서만 노동3권을 행사할 수 있다고 규정되어 있다. 이 조항에 근거하여 2005년 1월 「공무원의노동조합설립및운영등에관한법률」을 제정하여 공무원의 노동조합 설립 및 운영·단체교섭·분쟁조정절차 등에 관한 사항을 규정하여 공무원의 근무조건의 개선과 사회적·경제적 지위의 향상을 기하고자 하였다.
공무원의 노동조합은 국회·법원·헌법재판소·선거관리위원회·행정부·각 시도 및 시군구·지방교육청을 최소 단위로 하며, 정치활동은 금지된다. 가입 범위도 6급 이하 및 이에 상당하는 일반직공무원과 이에 상당하는 외무행정·외교정보관리직 공무원, 6급 이하에 상당하는 별정직공무원으로 제한되어 있다. 조합원의 보수·복지와 기타 근무조건에 관해 정부교섭대표와 교섭하여 단체협약을 체결할 수 권한이 있으나, 정책결정·임용권·기관의 운영 등 근무조건과 직접적인 관련이 없는 사항은 교섭의 대상이 될 수 없다. 노동조합의 파업·태업과 같은 쟁의행위는 인정되지 않으며, 업무의 정상적인 운영을 방해하는 행위를 한 자는 5년 이하의 징역 또는 5천만 원 이하의 벌금에 처해진다.

## 복무

### 선서
공무원은 취임을 할 때에 소속 기관장 앞에서 선서를 하여야 하며, 불가피한 사유가 있으면 취임 후에 할 수 있다.
- 국가공무원
  - 나는 대한민국 공무원으로서 헌법과 법령을 준수하고, 국가를 수호하며, 국민에 대한 봉사자로서의 임무를 성실히 수행할 것을 엄숙히 선서합니다.[125]
  - 대통령: 나는 헌법을 준수하고 국가를 보위하며 조국의 평화적 통일과 국민의 자유와 복리의 증진 및 민족문화의 창달에 노력하여 대통령으로서의 직책을 성실히 수행할 것을 국민 앞에 엄숙히 선서합니다.[126]
  - 국회의원: 나는 헌법을 준수하고 국민의 자유와 복리의 증진 및 조국의 평화적 통일을 위하여 노력하며, 국가이익을 우선으로 하여 국회의원의 직무를 양심에 따라 성실히 수행할 것을 국민앞에 엄숙히 선서합니다.[127]
  - 검사: 나는 이 순간 국가와 국민의 부름을 받고 영광스러운 대한민국 검사의 직에 나섭니다. 공익의 대표자로서 정의와 인권을 바로 세우고 범죄로부터 내 이웃과 공동체를 지키라는 막중한 사명을 부여받은 것입니다. 나는 불의의 어둠을 걷어내는 용기 있는 검사, 힘없고 소외된 사람들을 돌보는 따뜻한 검사, 오로지 진실만을 따라가는 공평한 검사, 스스로에게 더 엄격한 바른 검사로서, 처음부터 끝까지 혼신의 힘을 다해 국민을 섬기고 국가에 봉사할 것을 나의 명예를 걸고 굳게 다짐합니다.[128]
  - 외무공무원: 본인은 대한민국 외무공무원으로서 조국에 충성을 다하여 재외공관(국외파견) 근무 중 헌법과 법령 그리고 정부의 훈령을 성실히 준수하고, 국제법과 국제관례에 따라 국제 친선과 협력을 촉진하여 대한민국의 국위를 선양하며, 국가이익을 보호·신장함으로써 본인에게 부여된 사명과 책임을 완수할 것을 엄숙히 선서합니다.[129]
  - 소방공무원: 본인은 공직자로서 긍지와 보람을 가지고 국가와 국민을 위하여 신명을 바칠 것을 다짐하면서 다음과 같이 선서합니다.[내용 22][130]

- 법원공무원
  - 법관: 본인은 법관으로서, 헌법과 법률에 의하여 양심에 따라 공정하게 심판하고, 법관윤리강령을 준수하며, 국민에게 봉사하는 마음가짐으로 직무를 성실히 수행할 것을 엄숙히 선서합니다.[131]
  - 법관 이외의 법원공무원: 본인은 법원공무원으로서, 법령을 준수하고 상사의 직무상 명령에 복종하며, 지덕의 올바른 함양을 위하여 꾸준히 노력하여, 국민에 대한 봉사자로서의 직무를 공정하고 성실하게 수행할 것을 엄숙히 선서합니다.[132]

- 헌법재판소공무원
  - 나는 헌법을 수호하고 국민의 기본권을 보장하는 헌법재판소의 공무원으로서, 헌법과 법령을 준수하고, 직무상 알게 된 비밀을 엄수하며, 국민에 대한 봉사자로서의 임무를 성실히 수행할 것을 엄숙히 선서합니다.[133]

- 선거관리위원회공무원
  - 나는 대한민국 공무원으로서 헌법과 법령을 준수하고, 국가를 수호하며, 국민에 대한 봉사자로서의 임무를 성실히 수행할 것을 엄숙히 선서합니다.[134]

- 지방공무원
  - 나는 대한민국 공무원으로서 헌법과 법령을 준수하고, 국가를 수호하며, 국민에 대한 봉사자로서의 임무를 성실히 수행할 것을 엄숙히 선서합니다.[내용 23][135]

### 복무 의무
공무원은 국가공무원법 제7장 및 지방공무원법 제6장에 의거하여 여러 가지 의무를 가진다. 다음은 그 종류이다.
| 의무                   | 내용 | 근거 조항 |
| ---------------------- | --- | --- |
| 성실의 의무            | 법령을 준수하며 성실히 직무를 수행하여야 함                                                                                            | 국가공무원법 제56조 및 지방공무원법 제48조 |
| 복종의 의무            | 직무를 수행할 때 소속 상관의 직무상 명령에 복종하여야 함                                                                               | 국가공무원법 제57조 및 지방공무원법 제49조 |
| 직장 이탈 금지         | 소속 상관의 허가 또는 정당한 사유가 없으면 직장을 이탈하지 못함                                                                        | 국가공무원법 제58조제1항 및 지방공무원법 제50조제1항 |
| 친절·공정의 의무       | 국민 전체의 봉사자로서 친절하고 공정하게 직무를 수행하여야 함                                                                          | 국가공무원법 제59조 및 지방공무원법 제51조 |
| 종교중립의 의무        | 종교에 따른 차별 없이 직무를 수행하여야 함                                                                                             | 국가공무원법 제59조의2제1항 및 지방공무원법 제51조의2제1항 |
| 비밀 엄수의 의무       | 재직 중과 퇴직 후에 직무상 알게 된 비밀을 엄수하여야 함                                                                                | 국가공무원법 제60조 및 지방공무원법 제52조 판례에 따르면 공무원이 엄수하여야 할 직무상 비밀인지를 판단할 때에는 행정기관이 비밀이라고 형식적으로 정한 것에 따를 것이 아니라 실질적으로 비밀로서 보호할 가치가 있는지가 검토되어야 한다. |
| 청렴의 의무            | 직무와 관련하여 직간접적으로 사례·증여·향응의 수수하거나 직무상의 관계와 상관없이 상관이나 소속 공무원으로부터 증여를 수수해서는 안 됨 | 국가공무원법 제61조 및 지방공무원법 제53조 |
| 품위 유지의 의무       | 직무의 내외를 불문하고 품위가 손상되는 행위를 하여서는 안 됨                                                                           | 국가공무원법 제63조 및 지방공무원법 제55조 |
| 영리 업무 및 겸직 금지 | 공무 외에 영리를 목적으로 하는 업무에 종사하거나 소속 기관장의 허가 없이 다른 직무를 겸할 수 없음                                      | 국가공무원법 제64조제1항 및 지방공무원법 제56조제1항 |
| 정치 운동의 금지       | 정당 등의 정치단체의 결성에 관여하거나 특정 정당 혹은 사람에 대한 선거 운동을 해서는 안 됨                                             | 국가공무원법 제65조제1항·제2항 및 지방공무원법 제57조제1항·제2항 |
| 집단 행위의 금지       | 노동운동이나 그 밖에 공무 외의 일을 위한 집단 행위를 해서는 안 됨                                                                      | 국가공무원법 제66조제1항 및 지방공무원법 제58조제1항 |

### 복무 윤리
재산등록
정무직공무원, 고위공무원단과 4급 이상 일반직공무원 및 이에 상당하는 보수를 지급받는 별정직공무원, 고위공무원단 및 6등급 이상의 외무공무원, 4급 이상의 국가정보원 직원, 경호공무원, 법관 및 검사, 헌법재판소 헌법연구관, 대령 이상의 장교 및 이에 상당하는 군무원, 총장·부총장·대학원장·학장과 이에 준하는 학교장 및 교육감·교육장, 총경·자치총경 이상의 경찰공무원 및 소방정·지방소방정 이상의 소방공무원, 공기업의 기관장·부기관장·상임이사·상임감사, 한국은행 총재·부총재·감사, 금융통화위원회 추천직 위원, 금융감독원의 원장·부원장·부원장보·감사, 농업협동조합중앙회와 수산업협동조합중앙회의 회장·상임감사, 공직유관단체의 임원은 모두 재산등록의무자가 되며, 본인 뿐 아니라 배우자·직계존속과 비속의 재산도 해당한다. 등록 대상은 부동산의 소유권·지상권·전세권, 광업권·어업권, 증권·채권·채무 및 지식재산권, 합명회사·합자회사·유한회사의 출자지분, 주식매수선택권 등이다. 변동 사항은 다음 해 2월까지 신고해야 하며, 주식거래 내용도 함께 신고한다. 이를 위반할 시에는 해임 또는 징계의결의 사유가 되며, 등록의무자는 1년 이하의 징역 또는 1천만원 이하의 벌금에 처한다.
재산등록과는 별개로 정무직공무원, 고위공무원단 가등급 및 1급 이상 일반직공무원 및 이에 상당하는 보수를 지급받는 별정직공무원, 12등급 이상 14등급 이하의 외무공무원, 국가정보원 기획조정실장, 부장판사급 이상의 법관 및 대검찰청 검사급 이상의 검사, 중장 이상의 장교, 총장·부총장·학장과 이에 준하는 학교장 및 교육감, 치안감 이상의 경찰공무원 및 소방정감 이상의 소방공무원, 지방국세청장 및 3급 이상 공무원으로 보하는 세관장, 공기업의 기관장·부기관장·상임감사, 한국은행 총재·부총재·감사, 금융통화위원회의 추천직 위원, 금융감독원의 원자·부원장·부원장보·감사, 농업협동조합중앙회 및 수산업협동조합중앙회의 회장·상임감사, 공직유관단체의 임원은 본인과 배우자·직계존속과 비속의 재산변동사항을 관보에 게재하여 공개하여야 한다.
취업제한
재산등록의무자는 퇴직일부터 3년간 퇴직 전 5년 동안 소속하였던 부서나 기관의 업무와 밀접한 관련성이 있는 기관에는 취업할 수 없다. 다만, 항상 해당하는 사항은 아니며 자본금과 외형거래액에 일정 규모 이상인 영리사기업체 등으로 「공직자윤리법」 제17조제1항에 규정된 사항에 한하며, 퇴직 당시 소속되었던 기관의 장을 거쳐 관할 공직자윤리위원회의 승인을 받을 경우 취업이 가능하다. 이를 위반한 경우에는 2년 이하의 징역 또는 2천만원 이하의 벌금에 처한다.
기타
재산등록의무자와 기획재정부·금융위원회 소속 공무원들은 일정 금액 이상의 주식을 보유하게 되면 고지해야 하며, 공무원·공직유관단체의 임직원과 그 가족이 외국인·외국 단체로부터 선물을 받을 경우에는 소속기관의 장에게 신고하고 선물을 인도하여야 한다.
공직자윤리위원회
재산등록사항의 심사와 결과 처리 및 승인, 퇴직공무원의 취업승인 등을 관장하기 위해 국회·행정부·대법원·헌법재판소·중앙선거관리위원회와 지방자치단체·교육청에 각각 공직자윤리위원회를 설치한다. 위원회는 위원장과 부위원장 각 1명을 포함한 11명의 위원으로 구성하며, 효율적인 업무를 위해 분과위원회와 전문위원을 둘 수 있다. 또한 위원회는 소관 사무와 감독, 활동에 관한 연차보고서를 국회에 제출하여야 한다.

### 정치적 중립
현대 민주 사회에서 국민으로부터 선출된 권력이 아닌 공무원들을 정치권이 통제하면서도 정당의 목적에 이용되는 것을 방지하고 국민을 위한 진정한 봉사자로써 직무를 수행하는 것을 의미한다. 어느 정당이 집권하든 국민을 위하여 봉사하며, 정치권의 간섭으로부터 공무원을 보호하고 행정의 안전성과 전문성을 확보하는 것이다. 공무원의 정치적 중립은 정치세력이 행정에 개입하는 것을 방지하는 소극적 의미와, 선거운동과 같이 행정이 정치에 개입하는 것을 막는 부정적 의미를 모두 포함한다. 이승만 정부에서는 정치권이 행정을 전리품으로 인식하여 인사에 개입했으며 이는 행정능률의 저하와 무능으로 이어졌다. 이를 막고자 1963년 「국가공무원법」의 전부개정이 이루어졌고, 이때 처음으로 공무원의 정치적 중립에 관한 내용이 포함되었다. 이를 통해 "인사행정의 근본 기준을 확립하여 그 공정을 기함과 아울러 공무원으로 하여금 국민 전체의 봉사자로서 행정의 민주적이며 능률적인 운영을 기하게" 하고자 하였다. 이는 정치적 중립의 소극적 의미를 지키고자 한 것이다. 하지만 이후 고도경제개발 시기로 접어들면서 이를 행정이 지도하고 정치권은 보조적인 역할을 하게 되자, 지금에 이르러서는 적극적 의미를 더욱 강조하게 되었다. 현재 정치적 중립과 관련되는 관련 법령은 「대한민국헌법」 제7조. 「국가공무원법」 제65조(정치 운동의 금지) 및 제66조(집단 행위의 금지), 「공무원의 노동조합 설립 및 운영 등에 관한 법률」 제4조(정치활동의 금지), 「공직선거법」 제9조(공무원의 중립의무 등), 「국가공무원 복무규정」 제27조(정치적 행위) 등이 있다.
공무원의 정치적 중립은 정권의 교체와 무관하게 업무의 지속성·안정성을 보장하여 정책을 유지하고 공익을 옹호하기 위해 중요하다. 그 외에도 집권 정당에 따라 정책이 바뀔 경우 행정의 전문성·능률성·신뢰성·공평성에도 영향을 줄 수 있으므로, 이들의 보장을 위해서도 필요하다. 또한 공무원의 임면이 과거와 같이 정치권이 이해에 따라 결정될 경우 직무 수행이 국민을 위한 것이 아니라 정권을 위한 것으로 변질되고 이는 필연적으로 부정과 부패를 수반하게 된다. 이를 막기 위해 직업공무원제도를 도입하여 인사에 대한 정치권의 간섭을 배제하고 정치적 중립을 지킬 수 있다. 하지만 이에 비해 과도한 정치적 중립에 대한 비판의 목소리도 존재한다. 정치와 행정은 현실적으로 분리될 수 없으며오히려 유기적인 협력을 통해 효율성을 확보할 수 있다는 것이다. 또한 지금의 정치적 중립은 하위직에 대해서는 강조되고 있다. 상위직은 어쩔 수 없는 측면이 있지만 정책을 결정하는 과정에서 정치권과의 긴밀한 조율을 하는 등 사실상의 정치 활동을 하고 있으며, 정무직공무원은 정당의 가입도 가능하기 때문에 차별적 대우가 이루어진다는 것이다. 또한 공무원이라는 이유만으로 헌법에서 보장하고 있는 국민으로써의 기본적인 자유권, 평등권 등을 침해받아서는 안 된다는 주장도 있다.
대법원의 입장은 주로 '정치적 평향성과 당파성을 드러내는 행위는 국가공무원법 위배'라는 것에 있다. 하지만 문재인 정부의 출범 이후 교사의 시국선언과 같은 정치적 행위를 허용해야 한다는 주장이 높아지고 있다. 이재정 더불어민주당 의원은 "공무원의 정치적 중립 의무는 공무원을 정치적 홍보 도구로 악용한 이승만 정권에 대한 반성이 담긴 것"이라는 주장을, 박주민 더불어민주당 의원은 "공무원의 정치적 중립 의무란 '신분상의 의무'가 아닌 '직무사의 의무'다"며 "공무 수행에 영향을 미치지 않는 범위에서는 공무원도 국민의 권리인 정치기본권을 행사할 수 있어야 한다"고 주장했다.

## 직위분류제
공직분류의 기준으로는 크게 계급제와 직위분류제로 나눌 수 있다. 계급제는 경력을 기준으로 하여 신분과 자격을 중시하는 공직분류방식으로 농업사회의 전통이 강한 독일·필리핀·일본 등이 이 범주에 속한다. 한편, 직위분류제는 직위를 직무의 종류·곤란성·책임을 기준으로 분류한다. 여기서 직위는 한 사람이 수행할 수 있는 의무와 책임의 단위이며 이를 담당하는 사람과는 구별된다. 직위분류제는 농업사회의 전통이 크지 않은 미국·캐나다·프랑스 등에서 주로 나타난다. 관료제와 농업사회의 전통이 강한 한국은 계급제를 중심으로 공무원 제도를 운영해왔다. 하지만 계급제는 경력을 중시하다보니 자연스럽게 연공서열 중심의 인사가 이루어지고 상대적으로 폐쇄적인 관리가 이루어진다. 이에 박정희 정부에서는 인사행정의 민주적이고 능률적인 운영의 촉진을 위해 1963년 11월 「직위분류법」을 제정하였다. 주요 내용으로는 일반직공무원을 대상으로 하여 직위분류제를 시행하며, 직위는 직무의 종류·곤란성·책임도·자격요건의 차이를 기초로 직렬·직급별로 분류하며 공무원의 자격이나 능력을 기초로 분류하지 못하도록 하였다. 모든 직급에는 보수 지급의 기준이 될 등급을 결정하고 이를 직급의 공통된 직무수행상의 곤란성·책임도·자격요건의 차이로 결정하도록 하되 일반직공무원은 16개 등급으로, 기능직공무원을 8개 등급으로 하도록 하였다. 하지만 직위분류제는 직업공무원제의 확립을 저해하는 특성을 지니고 개방형 임용과 같은 제도를 지향하므로 기존 관료사회의 반발이 심했고 결국 제대로 시행되지도 못한 채, 1973년 2월 폐지되었다. 이후 관련 내용은 「국가공무원법」에 형식적으로나마 기술되었다가 2006년 고위공무원단의 도입과 함께 「직무분석규정」의 제정을 계기로 다시 부활했다. 지방공무원법에도 직위분류제에 대한 규정은 존재하지만 하위 법령도 제정되어 있지 않는 등 사실상 실제로 적용되지는 않는다.
직위분류의 과정은 직무기술서 작성, 직무분석, 직무평가, 직급명세서 작성, 정급(定級)의 순으로 이루어진다. 직무기술사 작성은 직무조사(Job Description)의 일환으로 공무원이 수행하는 직무내용을 조사하는 과정이다. 그 다음의 직무분석(Job Analysis)은 직위의 성과책임 규명, 직무평가 및 직무수행요건 규명 등 각종 직무정보를 체계적으로 수집·분석하는 모든 활동으로 직무기술서의 내용을 바탕으로 직무의 성질과 종류에 따라 직군·직렬·직류별로 분류하는 작업이다. 보통은 유사한 직위를 모아 직류를 만든 뒤에 다시 직류를 모아 직렬을 만들고 직렬을 모아 직군을 만드는 형식으로 진행된다. 직무평가(Job Evaluation)는 직위별·직무의 곤란성 및 책임도를 평가하는 모든 활동으로 직무의 상대적 비중 및 가치에 따라 등급과 직급을 결정한다. 직무분석은 직무를 수직으로 분류하는 작업이라면 직무평가는 직무를 수평으로 분류하는 작업이며 전자는 상대적으로 주관성이 개입되지만 후자는 비교적 과학적인 방법을 사용한다. 이렇게 결정된 직렬과 등급을 바탕으로 직급을 결정하는데 이때 만드는 것이 직급명세서이다. 직급명세너는 인사관리의 기준을 제시하는 기초적인 문서로 활용되며, 이를 바탕으로 정급 작업이 이루어지게 된다. 가장 마지막에는 일련의 과정에 대한 이의 제기와 사후 검토가 이어진다.
현재 한국의 공직분류는 직위분류제의 단계적인 도입을 명시하고 있는 수준에 그치고 있다. 즉, 직위분류제적 요소를 인정하면서도 계급제를 중심으로 구성되어 있는 어정쩡한 상태인 셈이다.

## 직무와 계급
직위(職位)는 1명의 공무원에게 부여할 수 있는 직무와 책임을, 직급(職級)은 직무의 종류·곤란성과 책임도가 유사한 직위의 무리를 의미한다. 직렬(職列)은 직무의 종류가 유사하고 책임과 곤란성의 정도가 다른 직급의 무리를, 직류(職類)는 같은 직렬 내에서 담당 분야가 같은 직무의 무리를, 직군(職群)은 직무의 성질이 유사한 직렬의 무리를 말한다.

### 일반직공무원

#### 국가공무원
고위공무원단에 속하는 경우를 제외한 일반직국가공무원의 계급은 1급부터 9급으로 하며, 직군·직렬·직류·직급의 명칭은 「공무원임용령」 제3조제1항에 근거하여 동 시행령 별표1에 규정되어 있다. 일반직공무원의 직군은 행정·기술·관리운영의 3개로 나뉘며, 직렬과 직류는 각각 53개와 136개로 나뉜다. 직급의 경우, 1급은 관리관으로 하며, 2급은 정이사관으로 하며, 3급은 부이사관으로 하며, 행정 직군의 4급은 행정서기관으로 하고, 기술 직군의 4급은 기술서기관으로 하고, 5급부터 9급까지는 직렬별로 각각 oo사무관·주사·주사보·서기·서기보로 한다. 다만, 교정 직렬의 경우 5급부터 9급까지 각각 교정관·교감·교위·교사·교도라 하며, 직업상담·세무·관세 직렬의 경우 5급은 모두 행정사무관으로, 감사 직렬의 경우 4급과 5급을 각각 감사관·부감사관이라 한다. 또한 관리운영 직군은 3급 ~ 5급에 해당하는 직급이 존재하지 않는다.
한편, 우정직공무원은 일반직공무원과는 별도로 구분하는데, 계급은 우정1급부터 우정9급까지로, 직급·직렬·직류는 우정 하나로 한다. 우정1급 ~ 2급은 일반직 5급에, 우정3급 ~ 6급은 일반직 6급에, 우정7급 ~ 9급은 각각 일반직 7급 ~ 9급에 상당하며, 우정1급 ~ 2급·우정3급 ~ 6급·우정7급·우정8급·우정9급의 직급은 각각 우정사무관·우정주사·우정주사보·우정서기·우정서기보로 한다.
행정 직군의 직급표
| 직렬 | 교정 | 보호 | 검찰 | 마약수사 | 출입국관리 | 철도경찰 | 행정     | 행정     | 행정     | 행정 | 행정     | 행정 | 행정     | 행정     | 행정     | 행정 | 직업상담 | 세무 | 관세 | 사회복지 | 통계 | 사서 | 감사 | 방호 | 방호 |
| 직류 | 교정 | 보호 | 검찰 | 마약수사 | 출입국관리 | 철도경찰 | 일반행정 | 인사조직 | 법무행정 | 재경 | 국제통상 | 운수 | 고용노동 | 문화홍보 | 교육행정 | 회계 | 직업상담 | 세무 | 관세 | 사회복지 | 통계 | 사서 | 감사 | 방호 | 경비 |

기술 직군의 직급표
| 직렬 | 공업     | 공업     | 공업 | 공업     | 공업 | 공업 | 공업   | 공업 | 공업 | 공업 | 공업 | 공업 | 공업 | 공업 | 농업     | 농업 | 농업   | 농업     | 농업 | 농업     | 임업     | 임업     | 임업     | 임업     | 임업     | 수의 |
| 직류 | 일반기계 | 농업기계 | 운전 | 항공우주 | 전기 | 전자 | 원자력 | 조선 | 금속 | 야금 | 섬유 | 화공 | 자원 | 물리 | 일반농업 | 잠업 | 농화학 | 식물검역 | 축산 | 생명유전 | 산림조경 | 산림자원 | 산림보호 | 산림이용 | 산림환경 | 수의 |

| 직렬 | 해양수산 | 해양수산 | 해양수산 | 해양수산 | 해양수산 | 해양수산   | 해양수산 | 해양수산 | 해양수산 | 해양수산 | 해양수산 | 해양수산     | 기상 | 기상 | 보건 | 보건 | 의료기술 | 식품위생 | 의무     | 의무 | 약무 | 약무 | 간호 | 간호조무 |
| 직류 | 일반해양 | 일반수산 | 수산제조 | 수산증식 | 어로     | 수산물검사 | 일반선박 | 선박항해 | 선박기관 | 선박관제 | 수로     | 해양교통시설 | 기상 | 지진 | 보건 | 방역 | 의료기술 | 식품위생 | 일반의무 | 치무 | 약무 | 약제 | 간호 | 간호조무 |

| 직렬 | 환경     | 환경 | 환경 | 환경   | 항공     | 항공 | 항공 | 항공 | 시설     | 시설     | 시설     | 시설 | 시설 | 시설 | 시설     | 시설         | 시설     | 시설   | 방재안전 | 전산     | 전산     | 전산     | 전산     |
| 직류 | 일반환경 | 수질 | 대기 | 폐기물 | 일반항공 | 조종 | 정비 | 관제 | 도시계획 | 일반토목 | 농업토목 | 건축 | 지적 | 측지 | 교통시설 | 도시교통설계 | 시설조경 | 디자인 | 방재안전 | 전산개발 | 전산기기 | 정보관리 | 정보보호 |

| 직렬 | 방송통신 | 방송통신 | 방송통신 | 방송통신     | 방송통신 | 방송무대     | 방송무대 | 운전 | 등대관리 | 위생 | 위생 | 조리 |
| 직류 | 통신사   | 통신기술 | 전송기술 | 전자통신기술 | 방송기술 | 방송무대기술 | 방송제작 | 운전 | 등대관리 | 위생 | 사역 | 조리 |

관리운영 직군의 직급표
| 직렬 | 토목운영 | 건축운영 | 건축운영 | 통신운영 | 전화상담운영 | 전기운영 | 기계운영 | 기계운영 | 열관리운영 | 화공운영 | 선박항해운영 | 선박기관운영 | 농림운영 | 농림운영 | 산림보호운영 | 보건운영 |
| 직류 | 토목운영 | 건축운영 | 목공운영 | 통신운영 | 전화상담운영 | 전기운영 | 기계운영 | 영사운영 | 열관리운영 | 화공운영 | 선박항해운영 | 선박기관운영 | 영림운영 | 원예운영 | 산림보호운영 | 보건운영 |

| 직렬 | 사무운영 | 사무운영 | 사무운영 | 사무운영 | 사무운영 | 사무운영 | 사무운영 | 사무운영 | 사무운영     | 사무운영 |
| 직류 | 조무운영 | 타자운영 | 전산운영 | 제도운영 | 필기운영 | 사서운영 | 편집운영 | 집배운영 | 기상관측운영 | 감식운영 |

#### 지방공무원
일반직지방공무원의 계급은 1급부터 9급으로 하며, 직군·직렬·직류·직급의 명칭은 「지방공무원 임용령」 제3조제1항에 근거하여 동 시행령 별표1에 규정되어 있다. 일반직공무원의 직군은 행정·기술·관리운영의 3개로 나뉘며, 직렬과 직류는 각각 46개와 113개로 나뉜다. 직급의 경우, 1급 ~ 3급은 각각 지방관리관·정이사관·부이사관으로 하며, 행정 직군의 4급은 지방행정서기관으로 하고, 기술 직군의 4급은 지방기술서기관으로 하고, 5급부터 9급까지는 직렬별로 각각 지방oo사무관·주사·주사보·서기·서기보로 한다. 다만, 세무 및 전산 직렬의 경우 5급은 모두 지방행정사무관이라 한다. 또한 관리운영 직군은 3급 ~ 5급에 해당하는 직급이 존재하지 않는다.
행정 직군의 직급표
| 직렬 | 행정     | 행정     | 행정 | 행정     | 행정 | 행정     | 행정 | 행정 | 행정     | 행정 | 세무   | 전산 | 교육행정 | 사회복지 | 사서 | 속기 | 방호 | 방호 |
| 직류 | 일반행정 | 법무행정 | 재경 | 국제통상 | 노동 | 문화홍보 | 감사 | 통계 | 기업행정 | 운수 | 지방세 | 전산 | 교육행정 | 사회복지 | 사서 | 속기 | 방호 | 경비 |

기술 직군의 직급표
| 직렬 | 공업     | 공업     | 공업     | 공업 | 공업     | 공업 | 공업   | 공업 | 공업 | 공업 | 공업     | 공업 | 공업 | 농업     | 농업 | 농업     | 농업   | 농업 | 농업     | 녹지     | 녹지     | 녹지     | 녹지 | 수의 |
| 직류 | 일반기계 | 농업기계 | 기계운전 | 조선 | 일반전기 | 전자 | 원자력 | 금속 | 야금 | 섬유 | 일반화공 | 가스 | 자원 | 일반농업 | 잠업 | 식물검역 | 농화학 | 축산 | 생명유전 | 산림자원 | 산림보호 | 산림이용 | 조경 | 수의 |

| 직렬 | 해양수산 | 해양수산 | 해양수산 | 해양수산 | 해양수산 | 해양수산   | 해양수산 | 해양수산 | 해양수산 | 해양수산     | 보건 | 보건 | 식품위생 | 의료기술 | 의무     | 의무 | 약무 | 약무 | 간호 | 보건진료 | 환경     | 환경 | 환경 | 환경   |
| 직류 | 일반해양 | 일반수산 | 수산제조 | 수산증식 | 어로     | 수산물검사 | 일반선박 | 선박항해 | 선박기관 | 해양교통시설 | 보건 | 방역 | 식품위생 | 의료기술 | 일반의무 | 치무 | 약무 | 약제 | 간호 | 보건진료 | 일반환경 | 수질 | 대기 | 폐기물 |

| 직렬 | 항공     | 항공 | 항공 | 시설     | 시설     | 시설     | 시설     | 시설 | 시설 | 시설 | 시설     | 시설         | 시설   | 방재안전 | 방송통신 | 방송통신 | 방송통신 | 방송통신 | 방송통신 | 방송통신 | 방송통신 | 방송통신 | 방송통신 | 방송통신     |
| 직류 | 일반항공 | 조종 | 정비 | 도시계획 | 일반토목 | 농업토목 | 수도토목 | 건축 | 지적 | 측지 | 교통시설 | 도시교통설계 | 디자인 | 방재안전 | 통신사   | 통신기술 | 위생     | 사역     | 조리     | 간호조무 | 시설관리 | 운전     | 전송기술 | 전자통신기술 |

관리운영 직군의 직급표
| 직렬 | 토목운영 | 건축운영 | 건축운영 | 통신운영 | 전화상담운영 | 전기운영 | 기계운영 | 기계운영 | 열관리운영 | 화공운영 | 가스운영 | 기후환경운영 | 선박항해운영 | 선박기관운영 | 농림운영 | 농림운영 | 사육운영 | 보건운영 | 사무운영 | 사무운영 | 사무운영 | 사무운영 | 사무운영 |
| 직류 | 토목운영 | 건축운영 | 배관운영 | 통신운영 | 전화상담운영 | 전기운영 | 기계운영 | 영사운영 | 열관리운영 | 화공운영 | 가스운영 | 기후환경운영 | 선박항해운영 | 선박기관운영 | 영림운영 | 원예운영 | 사육운영 | 보건운영 | 워드운영 | 필기운영 | 계리운영 | 사서운영 | 전산운영 |

### 연구직 및 지도직공무원

#### 국가공무원
연구·지도 직렬의 공무원의 직군·직렬·직류·직급은 「연구직 및 지도직공무원의 임용 등에 관한 규정」 제3조에 의거하여 정한다. 계급은 연구직공무원의 경우 연구관과 연구사로, 지도직공무원의 경우 지도관과 지도사로 하며 각각의 직군·직렬·직류는 다음과 같으며, 직급은 직렬별로 각각 oo연구관·연구사 혹은 oo지도관·지도사로 한다.
연구직공무원 학예 직군의 직급표
| 직렬 | 학예연구 | 학예연구 | 학예연구 | 학예연구 | 편사연구 | 기록연구 | 심리연구 |
| 직류 | 학예일반 | 미술     | 국악     | 국어     | 편사     | 기록관리 | 심리     |

연구직공무원 기술 직군의 직급표
| 직렬 | 공업연구 | 공업연구 | 공업연구 | 공업연구 | 공업연구 | 공업연구 | 공업연구 | 공업연구 | 공업연구 | 농업연구 | 농업연구 | 농업연구 | 농업연구 | 농업연구 | 농업연구 | 농업연구 | 농업연구 | 농업연구 | 농업연구 | 농업연구   | 임업연구 | 임업연구 | 수의연구 |
| 직류 | 기계     | 전기     | 전자     | 금속     | 섬유     | 화공     | 화학     | 산업경영 | 물리     | 작물     | 농업환경 | 작물보호 | 농업경영 | 잠업곤충 | 원예     | 생명유전 | 농촌생활 | 축산     | 농공     | 농식품개발 | 임업     | 산림조경 | 수의     |

| 직렬 | 해양수산연구 | 해양수산연구 | 해양수산연구 | 해양수산연구 | 해양수산연구 | 해양수산연구 | 기상연구 | 기상연구 | 보건연구 | 보건연구 | 보건연구 | 환경연구 | 시설연구 | 시설연구 |
| 직류 | 해양환경     | 수산자원     | 수산양식     | 수산공학     | 수산가공     | 수산경제     | 기상     | 지진     | 의학     | 약학     | 공중보건 | 환경     | 토목     | 건축     |

지도직공무원 기술 직군의 직급표
| 직렬 | 농촌지도 | 농촌지도 | 농촌지도 | 농촌지도 | 농촌지도 | 농촌지도 | 농촌지도 | 농촌지도 | 농촌지도 | 농촌지도 | 농촌지도 | 어촌지도 |
| 직류 | 농업     | 농업경영 | 임업     | 잠업     | 원예     | 축산     | 가축위생 | 농촌사회 | 농업기계 | 농업토목 | 농촌생활 | 어촌     |

#### 지방공무원
지방공무원 중에서 연구·지도 직렬의 직군·직렬·직류·직급은 「지방 연구직 및 지도직공무원의 임용 등에 관한 규정」 제3조에 의거하여 정한다. 계급은 지방연구직공무원의 경우 연구관과 연구사로, 지방지도직공무원의 경우 지도관과 지도사로 한다. 각각의 직군·직렬·직류는 다음과 같으며, 직급은 직렬별로 각각 지방oo연구관·연구사 혹은 지방oo지도관·지도사로 한다.
지방연구직공무원 학예 직군의 직급표
| 직렬 | 학예연구 | 학예연구 | 학예연구 | 학예연구 | 편사연구 | 기록연구 |
| 직류 | 학예일반 | 미술     | 국악     | 국어     | 편사     | 기록관리 |

지방연구직공무원 기술 직군의 직급표
| 직렬 | 공업연구 | 공업연구 | 공업연구 | 공업연구 | 공업연구 | 공업연구 | 공업연구 | 공업연구 | 공업연구 | 농업연구 | 농업연구 | 농업연구 | 농업연구 | 농업연구 | 농업연구 | 농업연구 | 농업연구 | 농업연구 | 농업연구 | 농업연구   | 녹지연구 | 녹지연구 | 수의연구 |
| 직류 | 기계     | 전기     | 전자     | 금속     | 섬유     | 화공     | 화학     | 산업경영 | 물리     | 작물     | 농업환경 | 작물보호 | 농업경영 | 잠업곤충 | 원예     | 생명유전 | 농촌생활 | 축산     | 농공     | 농식품개발 | 임업     | 산림조경 | 수의     |

| 직렬 | 해양수산연구 | 해양수산연구 | 해양수산연구 | 해양수산연구 | 해양수산연구 | 해양수산연구 | 보건연구 | 보건연구 | 보건연구 | 환경연구 | 시설연구 | 시설연구 |
| 직류 | 해양환경     | 수산자원     | 수산양식     | 수산공학     | 수산가공     | 수산경제     | 의학     | 약학     | 공중보건 | 환경     | 토목     | 건축     |

지방지도직공무원 기술 직군의 직급표
| 직렬 | 농촌지도 | 농촌지도 | 농촌지도 | 농촌지도 | 농촌지도 | 농촌지도 | 농촌지도 | 농촌지도 | 농촌지도 | 농촌지도 | 농촌지도 | 어촌지도 |
| 직류 | 농업     | 농업경영 | 임업     | 잠업     | 원예     | 축산     | 가축위생 | 농촌사회 | 농업기계 | 농업토목 | 농촌생활 | 어촌     |

### 전문경력관

#### 국가공무원
전문경력관은 국가공무원 중에서 특수 업무 분야에 종사하는 공무원을 말하며, 일반직공무원 직위 중에서 순환보직이 곤란하거나 장기 재직 등이 필요한 특수 업무 분야의 직위를 인사혁신처장과 소속 장관이 협의하여 지정한다. 직위군은 직무의 특성·난이도·직무에 요구되는 숙련도 등에 따라 가군·나군·다군으로 구분한다.

#### 지방공무원
지방전문경력관은 지방공무원 중에서 특수 업무 분야에 종사하는 공무원을 말하며, 일반직공무원 직위 중에서 순환보직이 곤란하거나 장기 재직 등이 필요한 특수 업무 분야의 직위를 행정자치부장관과 지방자치단체장 혹은 지방교육자치기관장이 협의하여 지정한다. 직위군은 직무의 특성·난이도·직무에 요구되는 숙련도 등에 따라 가군·나군·다군으로 구분한다.

### 전문직공무원
전문직공무원은 전보의 범위가 특정 전문 분야로 제한되어 인사관리되는 공무원을 말한다. 계급은 수석전문관과 oo전문관으로 구분하며, 수석전문관은 일반직공무원 3급 또는 4급에, 전문관은 일반직공무원 5급에 상당한다.
전문 직군의 직급표
| 직렬 | 교정전문 | 보호전문 | 검찰전문 | 마약수사전문 | 출입국관리전문 | 철도경찰전문 | 행정전문 | 행정전문 | 행정전문 | 행정전문 | 행정전문 | 행정전문 | 행정전문 | 행정전문 | 행정전문 | 행정전문 | 직업상담전문 | 세무전문 | 관세전문 | 사회복지전문 | 통계전문 | 사서전문 | 감사전문 |
| 직류 | 교정     | 보호     | 검찰     | 마약수사     | 출입국관리     | 철도경찰     | 일반행정 | 인사조직 | 법무행정 | 재경     | 국제통상 | 운수     | 고용노동 | 문화홍보 | 교육행정 | 회계     | 직업상담     | 세무     | 관세     | 사회복지     | 통계     | 사서     | 감사     |

| 직렬 | 공업전문 | 공업전문 | 공업전문 | 공업전문 | 공업전문 | 공업전문 | 공업전문 | 공업전문 | 공업전문 | 공업전문 | 공업전문 | 공업전문 | 공업전문 | 공업전문 | 농업전문 | 농업전문 | 농업전문 | 농업전문 | 농업전문 | 농업전문 | 임업전문 | 임업전문 | 임업전문 | 임업전문 | 임업전문 | 수의전문 |
| 직류 | 일반기계 | 농업기계 | 운전     | 항공우주 | 전기     | 전자     | 원자력   | 조선     | 금속     | 야금     | 섬유     | 화공     | 자원     | 물리     | 일반농업 | 잠업     | 농화학   | 식물검역 | 축산     | 생명유전 | 산림조경 | 산림자원 | 산림보호 | 산림이용 | 산림환경 | 수의     |

| 직렬 | 해양수산전문 | 해양수산전문 | 해양수산전문 | 해양수산전문 | 해양수산전문 | 해양수산전문 | 해양수산전문 | 해양수산전문 | 해양수산전문 | 해양수산전문 | 해양수산전문 | 해양수산전문 | 기상전문 | 기상전문 | 보건전문 | 보건전문 | 의료기술 전문 | 식품위생전문 | 의무전문 | 의무전문 | 약무전문 | 약무전문 | 간호전문 |
| 직류 | 일반해양     | 일반수산     | 수산제조     | 수산증식     | 어로         | 수산물검사   | 일반선박     | 선박항해     | 선박기관     | 선박관제     | 수로         | 해양교통시설 | 기상     | 지진     | 보건     | 방역     | 의료기술      | 식품위생     | 일반의무 | 치무     | 약무     | 약제     | 간호     |

| 직렬 | 환경전문 | 환경전문 | 환경전문 | 환경전문 | 항공전문 | 항공전문 | 항공전문 | 항공전문 | 시설전문 | 시설전문 | 시설전문 | 시설전문 | 시설전문 | 시설전문 | 시설전문 | 시설전문     | 시설전문 | 시설전문 | 방재안전전문 | 전산전문 | 전산전문 | 전산전문 | 전산전문 |
| 직류 | 일반환경 | 수질     | 대기     | 폐기물   | 일반항공 | 조종     | 정비     | 관제     | 도시계획 | 일반토목 | 농업토목 | 건축     | 지적     | 측지     | 교통시설 | 도시교통설계 | 시설조경 | 디자인   | 방재안전     | 전산개발 | 전산기기 | 정보관리 | 정보보호 |

| 직렬 | 방송통신전문 | 방송통신전문 | 방송통신전문 | 방송통신전문 | 방송통신전문 | 방송무대전문 | 방송무대전문 |
| 직류 | 통신사       | 통신기술     | 전송기술     | 전자통신기술 | 방송기술     | 방송무대기술 | 방송제작     |

### 기타 헌법기관 소속 공무원
국회·법원·헌법재판소·중앙선거관리위원회는 「국회인사규칙」·「법원공무원규칙」·「헌법재판소 공무원 규칙」·「선거관리위원회 공무원 규칙」을 통해 행정부와는 별도로 규정한다. 이 경우에도 일반직공무원의 계급은 1급부터 9급으로, 연구직공무원의 계급은 연구관과 연구사로, 전문경력관의 직위군은 직무의 특성·난이도·직무에 요구되는 숙련도 등에 따라 가군·나군·다군으로 한다.

#### 국회공무원
일반직공무원의 경우 1급은 관리관, 2급은 정이사관, 3급은 부이사관, 4급은 서기관으로 하며 5급부터 9급까지는 직렬별로 각각 oo사무관·주사·주사보·서기·서기보로 한다. 다만, 기계·전기 직렬의 2급 ~ 4급은 각각 공업정이사관·부이사관·서기관으로, 전산 직렬의 2급 ~ 4급은 각각 정보관리정이사관·부이사관·서기관으로, 토목·건축 직렬의 2급 ~ 4급은 각각 시설정이사관·부이사관·서기관으로, 조경 직렬의 5급은 조경서기관으로, 방송 직렬의 5급은 방송서기관으로 한다. 또한 관리운영 직군은 1급 ~ 5급에 해당하는 직급이 존재하지 않는다.
연구직공무원의 직급은 직렬별로 각각 oo연구관·연구사로 하되, 연구사는 학예 직군에만 둔다.
일반직공무원 행정 직군의 직급표
| 직렬 | 행정     | 행정 | 행정 | 속기 | 경위 | 사서 | 방호 | 안내 |
| 직류 | 일반행정 | 법제 | 재경 | 속기 | 경위 | 사서 | 방호 | 안내 |

일반직공무원 기술 직군의 직급표
| 직렬 | 기계 | 전기 | 전산 | 토목 | 건축 | 통신기술 | 운전 | 조경 | 후생 | 방송     | 방송     | 방송     | 방송 | 방송     |
| 직류 | 기계 | 전기 | 전산 | 토목 | 건축 | 통신기술 | 운전 | 조경 | 후생 | 방송편성 | 방송제작 | 취재보도 | 촬영 | 방송기술 |

일반직공무원 관리운영 직군의 직급표
| 직렬 | 기계운영 | 전기운영 | 통신운영 | 건축운영 | 후생운영 | 일반사무 | 일반사무 | 일반사무 | 일반사무 |
| 직류 | 기계운영 | 전기운영 | 통신운영 | 건축운영 | 후생운영 | 사무     | 전산운영 | 편집     | 사서운영 |

연구직공무원의 직급표
| 직군 | 자료조사     | 입법예산연구 | 입법예산연구 | 입법예산연구 | 입법예산연구 | 입법예산연구 | 입법예산연구 | 학예         |
| 직렬 | 자료조사연구 | 예산정책연구 | 예산정책연구 | 예산정책연구 | 입법조사연구 | 입법조사연구 | 입법조사연구 | 기록관리연구 |
| 직류 | 자료조사     | 정치행정     | 경제산업     | 사회문화     | 정치행정     | 경제산업     | 사회문화     | 기록관리     |

#### 법원공무원
일반직공무원의 경우 5급 ~ 9급은 각각 oo사무관·주사·주사보·서기·서기보로 한다. 또한 관리운영 직군은 1급 ~ 5급에 해당하는 직급이 존재하지 않는다.
연구직공무원의 직급은 각각 기록연구관·기록연구사로 한다.
일반직공무원의 직급표
| 직군 | 사법행정 | 사법행정 | 사법행정 | 사법행정 | 사법행정 | 사법행정 | 사법행정 | 사법행정 | 사법행정 | 사법행정 | 사법행정 | 사법행정 | 사법행정 | 사법행정 | 기술심리 |
| 직렬 | 법원사무 | 등기사무 | 조사사무 | 전산     | 통계     | 법원경위 | 사서     | 통역     | 행정사무 | 속기     | 보안관리 | 보안관리 | 병기     | 비상대비 | 기술심리 |
| 직류 | 법원사무 | 등기사무 | 조사사무 | 전산     | 통계     | 법원경위 | 사서     | 통역     | 행정사무 | 속기     | 보안관리 | 보안     | 병기     | 비상대비 | 기술심리 |

| 직군 | 기술     | 기술 | 기술 | 기술 | 기술 | 기술 | 기술 | 기술     | 기술 | 기술     | 기술 | 기술 | 기술 | 기술 | 관리운영 | 관리운영 | 관리운영 |
| 직렬 | 기술조사 | 기계 | 전기 | 화학 | 토목 | 건축 | 조경 | 방송통신 | 보건 | 보건     | 보건 | 환경 | 관리 | 관리 | 건축운영 | 기계운영 | 전기운영 |
| 직류 | 기술조사 | 기계 | 전기 | 화학 | 토목 | 건축 | 조경 | 방송통신 | 간호 | 식품위생 | 조리 | 환경 | 관리 | 운전 | 건축운영 | 기계운영 | 전기운영 |

연구직공무원의 직급표
| 직군 | 학예         |
| 직렬 | 기록관리연구 |
| 직류 | 기록관리     |

#### 헌법재판소공무원
일반직공무원의 경우 6급 ~ 9급은 각각 oo주사·주사보·서기·서기보로 한다. 또한 관리운영 직군은 1급 ~ 5급에 해당하는 직급이 존재하지 않는다.
연구직공무원의 직급은 각각 기록연구관·기록연구사로 한다.
일반직공무원의 직급표
| 직군 | 행정     | 행정 | 행정     | 행정 | 행정 | 행정     | 행정 | 행정 | 행정 | 기술     | 기술     | 기술 | 기술     | 기술 | 기술     | 기술     | 기술     | 기술 | 관리운영 | 관리운영 | 관리운영 | 관리운영 | 관리운영 |
| 직렬 | 행정     | 검찰 | 법원사무 | 사서 | 속기 | 법정경위 | 사무 | 보안 | 교환 | 전산     | 기계     | 전기 | 토목     | 건축 | 시설     | 방송통신 | 관리     | 보건 | 사무운영 | 건축운영 | 기계운영 | 기계운영 | 보건운영 |
| 직류 | 일반행정 | 검찰 | 법원사무 | 사서 | 속기 | 법정경위 | 사무 | 보안 | 교환 | 전산기기 | 일반기계 | 전기 | 일반토목 | 건축 | 시설조경 | 통신기술 | 운행관리 | 보건 | 사무운영 | 건축운영 | 기계운영 | 열관리   | 보건운영 |

연구직공무원의 직급표
| 직군 | 학예     |
| 직렬 | 기록연구 |
| 직류 | 기록관리 |

#### 선거관리위원회공무원
일반직공무원의 경우 5급 ~ 9급은 각각 oo사무관·주사·주사보·서기·서기보로 한다. 또한 관리운영 직군은 1급 ~ 5급에 해당하는 직급이 존재하지 않는다.
연구직공무원의 직급은 각각 기록연구관·기록연구사로 한다.
일반직공무원의 직급표
| 직군 | 행정     | 행정     | 행정 | 행정 | 행정 | 기술     | 기술 | 기술     | 기술     | 기술 | 기술     | 기술     | 기술     | 기술     | 기술     | 기술     | 기술 | 기술 | 기술 | 기술 | 관리운영 |
| 직렬 | 행정     | 행정     | 행정 | 사서 | 방호 | 공업     | 공업 | 식품위생 | 시설     | 시설 | 시설     | 전산     | 전산     | 전산     | 방송통신 | 방송통신 | 운전 | 위생 | 위생 | 조리 | 사무운영 |
| 직류 | 일반행정 | 선거행정 | 회계 | 사서 | 방호 | 일반기계 | 전기 | 식품위생 | 일반토목 | 건축 | 시설조경 | 전산개발 | 전산기기 | 정보관리 | 통신사   | 통신기술 | 운전 | 위생 | 사역 | 조리 | 조무운영 |

연구직공무원의 직급표
| 직군 | 학예     |
| 직렬 | 기록연구 |
| 직류 | 기록관리 |

### 특정직공무원
- 외무공무원
  - 직무등급은 14등급부터 1등급까지로 하며, 고위공무원단 직위는 가등급과 나등급으로 한다.[199]
  - 참사관급 이상의 직위는 직렬을 구분하지 않으며, 그 외의 직위는 직무의 종류에 따라 외교통상직렬·외무영사직렬·외교정보기술직렬로 구분한다.[200]

- 경찰공무원

- 계급은 치안총감부터 순경까지 11개로 한다.
- 경과는 일반경과, 수사경과, 보안경과, 특수경과로 하며 특수경과는 다시 항공경과와 정보통신경과로 나뉜다. 해양경찰청 소속 경찰공무원은 해양경과, 항공경과, 정보통신경과, 특임경과로 구분한다.

- 소방공무원

- 계급은 국가소방공무원의 경우 소방총감부터 소방사까지 11개로, 지방소방공무원의 경우 지방소방정감부터 지방소방사까지 10개로 한다.

- 군인

- 계급은 장성급 장군, 영관급 장교, 위관급 장교, 준사관, 하사관, 병으로 구분하며 총 20개로 한다.

- 군무원
  - 군무원은 기술·연구·예비전력관리 또는 행정일반에 대한 업무를 담당하는 일반군무원과 기능적인 업무를 담당하는 기능군무원으로 구분한다.[207]
  - 일반군무원의 계급은 1급부터 9급까지로 하며[208], 1급은 군무관리관으로, 2급부터 9급까지 각각 oo정이사관·부이사관·서기관·사무관·주사·주사보·서기·서기보로 한다.[내용 66]

일반군무원의 직급표
| 직군 | 행정 | 행정 | 행정 | 행정     | 행정     | 행정 | 시설 | 시설 | 시설 | 시설 | 정보통신 | 정보통신 | 정보통신 | 정보통신 | 정보통신 | 정보통신 | 공업     | 공업 | 공업 | 공업     | 공업     | 공업     | 공업 | 공업 | 공업 | 공업 | 공업 |
| 직렬 | 행정 | 사서 | 군수 | 군사정보 | 기술정보 | 수사 | 토목 | 건축 | 시설 | 환경 | 전기     | 전자     | 통신     | 전산     | 지도     | 영상     | 일반기계 | 금속 | 용접 | 물리분석 | 화학분석 | 유도무기 | 총포 | 탄약 | 전차 | 차량 | 인쇄 |

| 직군 | 함정 | 함정 | 함정 | 함정     | 함정 | 항공 | 항공     | 항공     | 항공     | 기상 | 기상     | 보건 | 보건 | 보건   | 보건 | 보건     | 보건     | 보건 | 보건     | 예비전력관리 |
| 직렬 | 선체 | 선거 | 항해 | 함정기관 | 잠수 | 기체 | 항공기관 | 항공보기 | 항공지원 | 기상 | 기상예보 | 약무 | 병리 | 방사선 | 치무 | 재활치료 | 의무기록 | 의공 | 영양관리 | 예비전력관리 |

- 기능군무원의 계급은 기능5급부터 기능9급으로 하며, 기능5급·기능6급 ~ 7급·기능8급 ~ 9급에 해당하는 직급은 각각 oo기장·장·원으로 한다.

기능군무원의 직급표
| 직군 | 행정 | 행정 | 행정     | 군수 | 군수     | 군수 | 농림 | 보건위생 | 보건위생 | 보건위생 | 시설 | 통신     | 기술지원 | 기술지원 | 기술지원 | 기술지원 | 기술지원 |
| 직렬 | 전산 | 발간 | 행정보조 | 병참 | 탄약취급 | 조경 | 사육 | 이미용   | 조리     | 보건     | 시설 | 통신보조 | 목공     | 교환     | 운전     | 기계     | 전기     |

## 기타 법률에서의 관련 규정

### 형법상 공무원에 관련된 죄
「형법」 제2편제7장에는 '공무원의 직무에 관한 죄'가 규정되어 있는데 정당한 이유 없이 직무 수행을 거부하는 직무유기, 타인으로 하여금 의무가 없는 일을 시키거나 권리행사를 방해하는 직권남용, 법령에 의한 직무상 비밀을 누설하는 경우 등이 이에 해당한다. 이 외에도 형법 제135조에는 제7장에서 규정하지 않은 범죄에 대해서는 정해진 형의 1/2까지 가증하는 것이 가능하다고 규정되어 있다. 또한 「형법」 제2편제8장에는 '공무방해에 관한 죄'가 규정되어 있는데 직무집행 중인 공무원에 대해 폭행이나 협박을 한 자는 5년 이하 또는 1천만 원 이하의 벌금에 처해진다.
그 외에도 사형·무기징역·무기금고의 판결을 받은 자는 공무원이 되는 자격을 상실하며, 공무원을 사칭하여 직권을 행사할 경우에는 3년 이하의 징역 또는 700만 원 이하의 벌금에 처해진다. 직무에 관한 문서 또는 도화를 허위로 작성하면 7년 이하의 징역 또는 2천만 원 이하의 벌금에 처해지며, 공무원의 인장이나 서명을 위조하거나 부정사용하면 5년 이하의 징역에 처해진다.

### 공직선거법과 관련된 사항
공무원이 선거에 입후보하기 위해서는 선거일 전 90일까지 그 직을 면하도록 규정되어 있다. 이때의 공무원은 정당원의 자격이 없는 국가공무원(경력직공무원 및 특수경력직공무원)과 지방공무원(경력직공무원 및 특수경력직공무원), 선거관리위원회 위원, 정부가 50/100 이상의 지분을 가지고 있는 공공기관의 상근 임원, 지방공사 및 지방공단의 상근 임원 등이 포함된다. 또한 정당원의 자격이 없는 국가공무원과 지방공무원, 예비군 중대장급 이상의 간부, 통·리·반장 등은 선거운동을 하는 것이 금지된다. 다만, 후보자의 배우자 혹은 직계조비속에 해당할 경우는 예외로 한다. 이는 당내경선에 대해서도 적용된다.
정치적 중립을 지킬 의무가 있는 공무원은 선거에 영향을 미치는 행위를 하거나 그 지위를 이용한 선거운동을 할 수도 없다. 또한 선거관리위원회 위원 및 직원, 선거 사무에 종사하는 공무원, 선거인 명부의 작성과 관련된 경찰공무원이 직권을 남용하여 명부의 열람과 관련된 직무를 유기하거나 후보자를 무행하는 행위를 할 경우에는 7년 이하의 징역에 처해진다.

### 정당법 및 정치자금법과 관련된 사항
공무원은 정당의 발기인 및 당원이 될 수 없다. 다만, 대통령, 국회의원, 국무총리, 국무위원, 지방의회의원, 지방자치단체장, 국회 부의장의 비서관 등 국회 교섭단체대표의 비서관·정책연구위원, 대학의 총장·학장·교수 등은 제외한다. 또한 정당의 당원이 될 수 없는 공무원과 사립학교 교원은 기탁금을 기탁할 수 없다.

### 상훈법에 의한 훈장·포장
공무원으로서 직무에 힘을 다하거나 사회에 공헌한 공적이 뚜렷한 자는 훈장·포장을 수여·표창받을 수 있는데, 군인을 제외한 공무원·사립학교 교원·별정우체국 직원으로서 직무에 부지런히 힘써 공적이 뚜렷할 경우 근정훈장을, 공무원·사립학교 교원·별정우체국 직원·국공영기업체 및 공공단체의 직원으로서 직무에 부지런히 힘써 국가의 이익과 국민의 행복에 이바지한 공적이 뚜렷할 경우 근정포장을 수여받는다.

## 논란 및 비판
고위공무원 재산 논란
국회의원, 1급 이상 공직자, 고위직 법관 등의 재산이 일반 국민과의 격차가 최대 5.9배에 달하는 것으로 집계되었다. 자산에서 부채를 감한 순자산의 경우 국회의원과의 차이가 가장 컸으며, 매해 더 크게 벌어지는 중이다. 이런 비교에 대해 일부는 "국회의원은 좀 다르지만, 고위 공무원과 법관 등은 사회적으로 성공을 거둔 사람들이라고 볼 수 있으니 단순히 재산이 평균보다 많다는 것을 문제 삼을 일이 아니지 않으냐"고 반문하기도 했다. 한국 고위공무원의 평균 재산은 2017년 기준으로 약 13억 5500만 원으로 작년에 비해 7600만 원 상승한 것인데, 공개대상자 1800명 중에서 감소한 사람은 전체의 23.2%인 418명에 불과했다. 다만, 공무원 모두의 재산 수준이 많은 편이라고는 할 수 없다. 2015년 개인 소득자 2600만여 명 가운데 38.4%인 약 1000만여 명의 연 소득이 1000만 원 미만으로 집계되었으며, 연 5000만 원 이상은 전체의 13.4%인 300만여 명이었다. 한편, 공무원들의 기준소득월액은 매년 꾸준히 상승하여 2015년에 처음으로 500만 원을 넘어섰다. 같은 해 상용근로자 5인 이상 사업체의 전체근로자 1인당 월평균 임금총액은 400만 원을 약간 상회하는 수준으로 공무원 월 평균임금보다 100만 원가량 적다. 하지만 이는 공무원 전체의 평균값이기 때문에 "판사, 검사 등 임금 수준이 높은 공무원들도 포함된 것"으로 "높은 것처럼 보이"는 것이다. 불황 속에서 근속연수, 재직기간이 긴 공무원이 늘어나면서 기준소득월액은 증가했지만 보수인상률 자체도 낮은 편이기도 하다.
국가직과 지방직의 구분 폐지 논란
공무원의 국가직과 지방직의 구분을 없애야 한다는 주장이 있다. 이 둘을 관장하는 법률인 「국가공무원법」과 「지방공무원법」은 내용면에서는 큰 차이가 없는 이란성 쌍둥이 법으로 오로지 국가직과 지방직의 차이만 있을 뿐이다. 「지방공무원법」이 제정된 것은 1963년의 일로 1949년에 제정된 「국가공무원법」보다 14년이 늦은 일이다. 제정 이유로써 지방자치행정의 민주적이며 능률적인 운영을 도모하도록 하려는 것이라고 밝혔으나, 지방자치단체가 실현되고 30년 가까이 지난 지금에 이르러서도 중앙에 대한 우월감으로 지방은 차별을 받고 있다는 것이다.
현대판 음서제 논란
현대판 음서제의 압권은 지방자치단체의 무기계약직이다. 단체장들이 자신의 선거를 도운 공신이나 친인척, 고위직 자녀들을 시험없이 슬그머니 2년짜리 기간제 근로자로 채용한 후 60세까지 정년이 보장되는 무기계약직으로 전환하고 있다. 2015년 전남 지역 22개 시·군을 전수조사해보니 최근 5년 간 821명이 '뒷문'으로 공직에 들어왔고 이중 70%가 지난해 지방선거 전후에 채용됐다. 한편, 농촌진흥청에서도 직원 자녀를 계약직으로 채용했다가 무기계약직으로 바꿔준 것으로 드러나 특혜 의혹이 일고 있다.
철밥통 논란
수령받는 임금이 많고, 장기근속 비중도 높아 소위 '철밥통', '신의 직장'과 같은 비판이 존재한다. 2017년 기준 통계청의 실사 분석에 의하면 임금의 최상위층을 차지한 것은 금융·보험 업종이며, 두 번째는 전기·가스·수도 등의 공기업 부문이다. 세 번째는 공공행정·국방·사회보장과 같은 공무원인데, 공무원의 평균 연봉은 2015년 1인당 국민총소득의 2배에 육박한다. 한편, 일자리의 탄력도 낮은 편이라서 장기 근속의 비중이 민간기업보다 월등히 높은 편이다.
공로연수 논란
공로연수는 1993년부터 도입된 제도로 정년퇴직을 1년 정도 앞둔 공무원에게 사회에 적응할 기간을 부여하고자 만들었다. 교육훈련에 대한 비용이 지급되며, 특수업무수당과 같은 일부를 제외하면 보수도 그대로 지급된다. 하지만 공로연수 기간이 끝나면 퇴직을 하고 이어서 인사가 이루어지기 때문에 인사적체를 해소하기 위한 편법으로 운용된다는 비판이 있다. 명예퇴직 수당보다도 많은 보수를 지급받기 때문에 공로연수를 악용하게 된다는 것이다. 또한 본인이 원치 않아도 후배들의 눈총으로 어쩔 수 없이 물러나는 경우도 생기게 된다. 다른 한편, 공로연수 기간에 반드시 교육을 받을 의무가 있는 것은 아니면서도 공직에서 근로하지도 않기 때문에 집에서 쉬거나 여행을 하는 것이 관행으로 굳어져 있다. 그럼에도 보수가 꼬박꼬박 지급되어 '무노동 무임금' 원칙에 위배된다는 지적도 있다.
근정훈장 남발 논란
근정훈장은 비위행위로 처벌받은 전력이 없는 공무원이 33년 이상 근무한 후 퇴직하면 직위에 따라 당연히 부여받는다. 하지만 2016년에는 근정훈장은 무려 2만 2천건을 수여하여 남발 논란이 일었다. 이는 2016년 한해에 수여한 전체 훈장의 86%를 차지하는 양인데, 공무원연금개혁의 여파로 명예퇴직을 신청한 공무원의 수가 늘었기 때문이다. 기본적으로 공무원에 대한 훈장 수여는 장기근속 공무원에 대한 예우 차원에서 필요하다는 입장이지만, 전체 훈장의 90% 가까이를 퇴직 공무원들이 가져가는 지금의 구조에 대해서도 논란은 있다.

## 같이 보기
- 대한민국 정부
  - 대한민국 인사혁신처
- 대한민국의 공무원 임용시험
- 공무원법
- 공직자윤리법
- 대한민국의 고위공무원 목록
- 경찰관 계급, 교도관 계급, 소방관 계급
- 정무직공무원
  - 대한민국의 대통령
  - 대한민국의 국회의원
  - 대한민국의 대법원장 / 대한민국의 대법관
  - 대한민국의 헌법재판소장 / 대한민국의 헌법재판소 재판관
  - 대한민국의 중앙선거관리위원회 위원장 / 대한민국의 중앙선거관리위원회 위원
  - 대한민국의 국무총리 / 국무위원
  - 대한민국의 감사원장
  - 광역지방자치단체장 / 기초지방자치단체장
- 특정직공무원
  - 판사#대한민국의 판사
  - 검사#대한민국의 검사
  - 대한민국의 경찰#대한민국의 경찰관
  - 대한민국의 소방공무원
  - 대한민국의 교육감
  - 헌법재판소 헌법연구관

### 내용주
1. ↑  지방공무원의 경우, 국회가 아니라 지방의회의 동의를 필요로 한다.
2. ↑  대통령비서실 및 국가안보실의 조직으로 한정.
3. ↑  지방공무원의 경우, 법률 또는 대통령령이 아니라 법령 또는 조례에 의한다.
4. ↑  국가공무원의 경우에는 일반임기제공무원으로 임용하면 시간선택제일반임기제공무원으로, 전문임기제공무원으로 임용하면 시간선택제전문임기제공무원으로 구분할 수 있다.
5. ↑  통상적인 근무시간보다 짧은 시간을 근무하는 공무원. 주당 15시간 이상 30시간 이하를 근무하며, 시간선택제채용공무원·시간선택제임기제공무원·한시임기제공무원과는 구별된다.
6. ↑  다만, 서무·인사 및 기밀 업무에 종사하는 공무원, 경리 및 물품출납 사무에 종사하는 공무원, 노무자 감독 사무에 종사하는 공무원, 「보안업무규정」에 따른 국가보안시설의 경비 업무에 종사하는 공무원, 승용자동차 및 구급차의 운전에 종사하는 공무원은 예외로 한다.[9] 법원의 고용직공무원으로서 전술된 사항에 해당되지 않는 공무원도 사실상 노무에 종사하는 공무원에 포함된다.[10]
7. ↑  특정직공무원의 경우 법률에서 고위공무원단에 속하는 공무원으로 임용할 수 있도록 규정하는 경우만으로 한한다.
8. ↑  행정부가 아닌 국가기관 및 감사원에 두는 국가공무원, 전직대통령의 비서관, 검사, 정무직공무원, 지방자치단체에 두는 국가공무원, 국공립 학교에 두는 교원 및 공무원은 제외한다.
9. ↑  지방에 두는 국가공무원은 행정부에 포함.
10. ↑  고위공무원단도 포함한다.
11. ↑  경력 등 응시요건을 정하여 같은 사유에 해당하는 다수를 대상으로 하여 경쟁의 방법으로 채용하는 시험
12. ↑  보조기관과 이에 상당하는 직위는 제외한다.
13. ↑  공무원이 아닌 사람이 임용될 경우에는 최소 3년으로 한다.
14. ↑  고위공무원단에 속하는 경우 일반직공무원은 3급으로, 외무공무원은 9등급이 된다. 또한, 계급을 구분하지 않는 공무원, 임기제공무원, 교원 및 조교에 대해서는 강등을 적용하지 않는다.
15. ↑  직제 또는 정원의 변경, 예산의 감소 등으로 직위가 폐직되거나 하나의 직위로 변경되어 과원이 생긴 경우 본인의 동의하에 강등임용되는 강임과는 구분된다. 이때, 강임은 징계에 속하지 않는다. 강임된 공무원은 상위 직급에 결원이 생기면 우선 임용된다.[81]
16. ↑  피성년후견인 또는 피한정후견인, 파산선고를 받고 복권되지 않은 자, 금고 이상의 실형을 선고받고 그 집행이 종료되거나 집행을 받지 않기로 확정된 지 5년이 지나지 않은 자, 금고 이상의 형을 선고받고 집행유예 기간이 끝난 날부터 2년이 지나지 않은 자, 금고 이상의 형을 선고유예를 받고 그 기간이 끝나지 않은 자, 법원의 판결이나 법률에 따라 자격이 상실·정지된 자, 「형법」상의 횡령·배임죄를 범하여 300만 원 이상의 벌금형을 선고받고 확정된 지 2년이 지나지 않은 자, 「형법」 및 「성폭력범죄의 처벌 등에 관한 특례법」상의 업무상위력 등에 의한 간음·추행죄를 범하여 300만 원 이상의 벌금형을 선고받고 확정된 지 2년이 지나지 않은 자, 징계로 파면처분을 받은지 5년이 지나지 않은 자, 징계로 해임처분을 받은지 3년이 지나지 않은 자를 말한다.[94]
17. ↑  교육공무원의 정년은 62세로, 교원인 경우는 65세로 한다.[98] 경찰공무원·소방공무원의 정년은 60세로 하되, 별도로 계급정년을 둔다.[99] 군인의 경우 계급별로 정년을 달리 하며, 근속정년과 계급정년도 따로 존재한다. 다만, 전시·사변과 같은 국가비상시에는 예외로 한다.[100] 국가정보원 직원의 정년은 60세로 하되, 특정직직원은 계급정년을 따로 둔다.[101] 검사의 정년은 63세로 하되, 검찰총장은 65세로 한다.[102] 법원·헌법재판소·감사원의 공무원들은 모두 정년을 60세로 하지만 대법원장·대법관의 정년은 70세, 판사의 정년은 65세로 하며,[103] 헌법재판관의 정년은 70세,[104] 감사원장은 70세, 감사위원은 65세[105]로 한다. 외무공무원과 별정우체국 직원은 각각 「외무공무원법」 제27조제1항 및 「별정우체국법」 제8조의2제1항에 의거하여 60세를 정년으로 한다.
18. ↑  다만, 직무의 곤란성과 책임도가 특수한 직무에 종사하는 공무원, 「공무원임용령」에 의한 계급·직군·직렬 분류를 적용하지 않는 공무원, 임기제공무원은 따로 정한다.
19. ↑  입법활동비의 약 1/100 정도에 해당하는 금액에 회기일수를 곱하여 산출한다.
20. ↑  국회의원만 해당한다.
21. ↑  교원인 공무원은 「교원의 노동조합 설립 및 운영 등에 관한 법률」의 적용을 받으며, 사실상 노무에 종사하는 공무원도 이 법률의 적용을 받지 않는다.
22. ↑  다음에 해당하는 부분은 '1. 본인은 법령을 준수하고 상사의 직무상 명령에 복종한다. 1. 본인은 국민의 편에 서서 정직과 성실로 직무에 전념한다. 1. 본인은 창의적인 노력과 능동적인 자세로 소임을 완수한다. 1. 본인은 재직중은 물론 퇴직후에라도 업무상 알게 된 기밀을 절대로 누설하지 아니한다. 1. 본인은 정의의 실천자로서 부정의 발본에 앞장선다.'이다.
23. ↑  다만, 제주특별자치도는 '본인은 공직자로서 긍지와 보람을 가지고 제주특별자치도와 도민을 위하여 신명을 바칠 것을 다짐하면서 다음과 같이 선서합니다. 1. 본인은 법령을 준수하고 상사의 직무상 명령에 복종한다. 1. 본인은 도민의 편에 서서 정직과 성실로 직무에 전념한다. 1. 본인은 창의적인 노력과 능동적인 자세로 소임을 완수한다. 1. 본인은 재직중은 물론 퇴직후에라도 업무상 알게 된 기밀을 절대로 누설하지 아니한다. 1. 본인은 정의의 실천자로서 부정의 발본에 앞장선다.'라고 하며, 서울특별시교육청은 '본인은 공직자로서 긍지와 보람을 가지고 국가와 국민을 위하여 신명을 바칠 것을 다짐하면서 다음과 같이 선서합니다. ⓛ 본인은 법령을 준수하고 상사의 직무상 명령에 복종한다. ⓛ 본인은 국민의 편에 서서 정직과 성실로 직무에 전념한다. ⓛ 본인은 창의적인 노력과 능동적인 자세로 소임을 완수한다. ⓛ 본인은 재직 중은 물론 퇴직 후에라도 직무상 알게 된 기밀을 절대로 누설하지 아니한다. ⓛ 본인은 정의의 실천자로서 부정의 발본에 앞장선다.'로 한다.
24. ↑  한국은행, 공기업, 정부의 출자·출연·보조를 받거나 정부 업무를 위탁받아 수행·대행하는 기관·단체를 말한다. 이는 지방에 대해서도 동일하다.
25. ↑  지방자치단체의 공직자윤리위원회는 위원장과 부위원장 1명을 포함한 5명으로 한다.
26. ↑  정치와 행정은 구분할 수 있다는 이론이 '정치행정이원론'으로, 정치로부터 행정을 분리시킴으로써 고전행정학의 출발이 된 계기가 되기도 하였다. 지금에 이르러서는 양자의 명확한 구분이 어렵기 때문에 '정치행정이원론'도 이에 반대되는 '정치행정일원론'보다는 통합과 조화를 강조한다.
27. ↑  직급명세서의 작성을 준비하기 위해 1967년 1월부터 시행되었다.
28. ↑  1급은 1 ~ 3등급, 2급은 4 ~ 5등급, 3급은 6 ~ 9등급, 4급은 10 ~ 14등급, 5급은 15 ~ 16등급으로 구분하였다.
29. ↑  직무평가의 방법에는 비계량적 방법과 계량적 방법이 존재한다. 비계량적 방법에는 서열법과 분류법이 있는데, 자의적인 방법에 의해 분류되는 특성을 지닌다. 분류법은 서열법보다는 발전된 방법을 사용하며 현재 미국의 직위분류제는 분류법에 기초를 둔 것이다. 계량적 방법으로는 점수법과 요소비교법이 있는데, 신뢰성과 타당성이 높은 반면 준비 작업에 많은 시간과 지식을 요한다.
30. ↑  oo은 직렬의 이름을 말한다. 보호 직렬의 경우 각각 보호사무관·보호주사·보호주사보·보호서기·보호서기보가 된다.
31. ↑  3급 및 4급에 해당하는 직급은 존재하지 않는다.
32. 1 2 3  8급 및 9급에 해당하는 직급은 존재하지 않는다.
33. 1 2  6급 ~ 9급에 해당하는 직급은 존재하지 않는다.
34. 1 2 3  9급에 해당하는 직급은 존재하지 않는다.
35. ↑  oo은 직렬의 이름을 말한다. 세무 직렬의 경우 각각 지방세무사무관·지방세무주사·지방세무주사보·지방세무서기·지방세무서기보가 된다.
36. 1 2 3 4 5  1급 ~ 4급에 해당하는 직급은 존재하지 않는다.
37. ↑  oo은 직렬의 이름에서 '연구' 혹은 '지도'를 뺀 부분을 말한다. 학예연구 직렬의 경우 학예연구관·학예연구사가, 농촌지도 직렬의 경우 농촌지도관·농촌지도사가 된다.
38. ↑  oo은 직렬의 이름에서 '연구' 혹은 '지도'를 뺀 부분을 말한다. 학예연구 직렬의 경우 지방학예연구관·지방학예연구사가, 농촌지도 직렬의 경우 지방농촌지도관·지방농촌지도사가 된다.
39. ↑  부처의 소관 업무 중 고도의 전문성과 장기재직이 필요한 업무 분야를 소속 장관과 인사혁신처장이 협의하여 지정한다.
40. ↑  oo은 직렬의 이름에서 '연구' 혹은 '지도'를 뺀 부분을 말한다. 교정전문 직렬의 경우 교정전문관이 된다.
41. ↑  oo은 직렬의 이름을 말한다. 행정 직렬의 경우 각각 행정사무관·행정주사·행정주사보·행정서기·행정서기보가 된다. 다만, 통신기술 직렬은의 경우 통신사무관·주사·주사보·서기·서기보로 하며, 방송 직렬과 일반사무 직렬은 직류의 이름을 따른다.
42. ↑  oo은 직렬의 이름에서 '연구'를 뺀 부분을 말한다. 자료조사연구 직렬의 경우 자료조사연구관·자료조사연구사가 된다. 다만, 기록관리연구 직렬의 경우 각각 기록연구관·기록연구사로 한다.
43. 1 2 3 4 5  1급에 해당하는 직급은 존재하지 않는다.
44. ↑  1급 및 2급에 해당하는 직급은 존재하지 않는다.
45. 1 2  1급 ~ 3급에 해당하는 직급은 존재하지 않는다.
46. ↑  1급 ~ 5급에 해당하는 직급은 존재하지 않는다.
47. ↑  oo은 직렬의 이름을 말한다. 조사 직렬의 경우 각각 조사사무관·조사주사·조사주사보·조사서기·조사서기보가 된다. 다만, 법원경위 직렬의 경우 각각 경위사무관·주사·주사보·서기·서기보로 하며, 법원사무·등기사무·조사사무·행정사무 직렬의 경우 oo에 '사무' 부분을 뺀 나머지 부분만을 붙인다. 또한 보안관리 직렬은 직류의 이름을 따른다.
48. 1 2  1급 ~ 4급에 해당하는 직급은 각각 법원관리관·정이사관·부이사관·서기관으로 한다.
49. 1 2 3 4  4급에 해당하는 직급을 둔다.
50. ↑  3급 및 4급에 해당하는 직급을 둔다.
51. ↑  2급 ~ 4급에 해당하는 직급만 두며, 각각 정이사관·부이사관·서기관으로 한다.
52. ↑  4급 및 5급에 해당하는 직급만 둔다.
53. 1 2 3 4 5 6  2급 ~ 4급에 해당하는 직급을 두며, 각각 기술정이사관·부이사관；서기관으로 한다.
54. ↑  oo은 직렬의 이름을 말한다. 행정 직렬의 경우 각각 행정주사·행정주사보·행정서기·행정서기보가 된다. 다만, 법정경위 직렬의 경우 각각 경위주사·주사보·서기·서기보로 하며, 법원사무 직렬의 경우 oo에 '사무' 부분을 뺀 나머지 부분만을 붙인다. 또한 기계운영 직렬은 직류의 이름을 따른다.
55. 1 2  1급 ~ 5급에 해당하는 직급을 두며, 1급 ~ 4급에 해당하는 직급은 각각 관리관·정이사관·부이사관·서기관으로 한다.
56. ↑  1급 ~ 5급에 해당하는 직급을 둔다.
57. ↑  4급 및 5급에 해당하는 직급을 둔다.
58. 1 2 3 4 5  4급 및 5급에 해당하는 직급을 두며, 4급은 기술서기관으로 한다.
59. 1 2  5급에 해당하는 직급을 둔다.
60. ↑  oo은 직렬의 이름을 말한다. 행정 직렬의 경우 각각 행정사무관·행정주사·행정주사보·행정서기·행정서기보가 된다.
61. 1 2  1급 ~ 4급에 해당하는 직급을 두며, 각각 관리관·정이사관·부이사관·행정서기관으로 한다.
62. 1 2 3 4 5  1급 ~ 4급에 해당하는 직급을 두며, 각각 관리관·정이사관·부이사관·기술서기관으로 한다.
63. ↑  수사경과와 보안경과는 경정 이하 경찰공무원에게만 부여한다.
64. ↑  해양경과와 운전경과도 있었지만 운영실익이 없다하여 2016년 12월 30일부터 폐지되었다.[202]
65. ↑  특임경과는 경정 이하 경찰공무원에게만 부여한다.
66. ↑  oo은 2급과 3급의 경우 직군의 이름을, 4급 ~ 9급의 경우 직렬의 이름을 말한다. 다만, 군사정보·기술정보·물리분석·화학분석·함정기관 직렬의 경우에는 각각 군정·기정·물리·화학·함정으로 한다.
67. ↑  기능1급 ~ 3급에 해당하는 직급은 존재하지 않는다.
68. ↑  기능1급 ~ 4급 및 기능8급 ~ 9급에 해당하는 직급은 존재하지 않는다.
69. ↑  oo은 직렬의 이름을 말한다. 전산 직렬의 경우 각각 전산기장·전산장·전산원이 된다.

### 참조주
1. ↑  “공무원”. 《표준국어대사전》. 국립국어원. 2020년 9월 28일에 확인함.
2. ↑  대한민국헌법 제7조제1항
3. ↑  대한민국헌법 제25조
4. ↑  최상옥; 박성민 (2013년 5월). 2012 경제발전경험모듈화사업: 한국 직업공무원제도의 정착 (보고서). 한국개발연구원. 14~17쪽.
5. ↑  국가공무원법 제2조제1항 및 지방공무원법 제2조제1항
6. ↑  국가공무원법 제26조의5제1항 및 지방공무원법 제25조의5제1항
7. ↑  공무원임용령 제3조의2 및 지방공무원 임용령 제3조의2
8. ↑  공무원임용령 제3조의3제1항·제2항 및 지방공무원 임용령 제3조의3제1항·제2항
9. ↑  국가공무원 복무규정 제28조
10. ↑  법원공무원규칙 제91조
11. ↑  90다10766
12. ↑  86누459
13. ↑  2003두469
14. ↑  84누374
15. ↑  95누9617
16. ↑  국가공무원법 제2조의2제1항
17. ↑  국가공무원법 제2조의2제2항
18. ↑  법률 제7796호 국가공무원법 일부개정법률 개정이유
19. ↑  고위공무원단 인사규정 제5조제1항
20. ↑  고위공무원단 인사규정 제6조제1항
21. 1 2  조경호 외, 2017년 12월 고위공무원을 대상으로 한 설문조사결과
22. ↑  안전행정부 내부자료, 2007년
23. ↑  하태권 외, 2007년
24. ↑  강병철 (2016년 6월 28일). “고위공무원단 진입에 평균 21년6개월…절반이 고시 출신”. 《연합뉴스》. 2017년 8월 4일에 확인함.
25. ↑  최훈진 (2017년 6월 11일). “'☆들의 세계' 고위공무원단 도입 11년… 그 현주소는”. 《서울신문》. 2017년 9월 17일에 원본 문서에서 보존된 문서. 2017년 8월 4일에 확인함.
26. ↑  이지현 (2016년 6월 29일). “김동극 신임 인사처장 "고위공무원단 제도 손질"”. 《이데일리》. 2017년 8월 4일에 원본 문서에서 보존된 문서. 2017년 8월 4일에 확인함.
27. ↑  외무공무원임용령 제2조제2호
28. ↑  외무공무원법 제2조의2제1항
29. ↑  감사원법 제17조의2제2항
30. ↑  최광숙 (2007년 2월 8일). “감사원 "고위 공무원단 어쩌나"”. 《서울신문》. 2017년 8월 4일에 확인함.
31. ↑  박기수 (2006년 4월 20일). “감사원, '고위감사공무원단' 구성 등 법개정 추진”. 《이데일리》. 2017년 8월 4일에 원본 문서에서 보존된 문서. 2017년 8월 4일에 확인함.
32. ↑  이상호; 백승목; 최승현 (2006년 12월 18일). “'고위공무원단'제도 지방도입 추진 '술렁'”. 《경향신문》. 2017년 8월 4일에 확인함.
33. ↑  “[사설]지방공무원단제 공론화부터”. 《강원일보》. 2017년 1월 9일. 2017년 8월 4일에 확인함.
34. ↑  국가공무원법 제6조제1항 및 제2항
35. ↑  국가공무원법 제17조제1항 및 제2항
36. ↑  국가공무원법 제19조제1항
37. ↑  지방공무원법 제6조제1항 및 제2항
38. ↑  국가공무원법 제9조제1항 및 제2항
39. ↑  지방공무원법 제7조제1항 및 제13조
40. ↑  국가공무원총정원령 제2조제1항
41. 1 2 3  2017 인사혁신 통계연보, 인사혁신처, 2017년 7월 7일 작성, 2017년 7월 6일 확인
42. ↑  e-나라지표 - 행정부 국가공무원 정원추이
43. ↑  공무원임용령 제2조제1호 및 지방공무원 임용령 제2조제1호
44. ↑  국가공무원법 제26조 및 지방공무원법 제25조
45. ↑  국가공무원법 제42조제1항 및 지방공무원법 제40조
46. ↑  국가공무원법 제28조제1항·제2항 및 지방공무원법 제27조제1항·제2항
47. ↑  국가공무원법 제28조의2
48. ↑  국가공무원법 제29조제1항·제3항 및 지방공무원법 제28조제1항·제3항
49. ↑  국가공무원법 제40조제1항·제2항 및 지방공무원법 제38조제1항·제2항
50. ↑  국가공무원법 제28조의4제1항 및 지방공무원법 제29조의4제1항
51. ↑  개방형 직위 및 공모 직위의 운영 등에 관한 규정 제3조제1항 및 제2항
52. ↑  개방형 직위 몿 공모 직위의 운영 등에 관한 규정
53. ↑  개방형 직위 및 공모 직위의 운영 등에 관한 규정 제7조제1항
54. ↑  개방형 직위 및 공모 직위의 운영 등에 관한 규정 제9조제1항
55. ↑  감사원법 제16조의2제1항
56. ↑  감사원 개방형 직위 및 공모 직위의 운영 등에 관한 규칙 제3조제1항 및 제2항
57. ↑  감사원 개방형 직위 및 공모 직위의 운영 등에 관한 규칙 제5조제1항
58. ↑  감사원 개방형 직위 및 공모 직위의 운영 등에 관한 규칙 제9조제1항
59. ↑  지방자치단체의 개방형직위 및 공모직위의 운영 등에 관한 규정 제2조
60. ↑  지방자치단체의 개방형직위 및 공모직위의 운영 등에 관한 규정 제5조제1항 및 제2항
61. ↑  지방자치단체의 개방형직위 및 공모직위의 운영 등에 관한 규정 제7조제1항
62. ↑  지방자치단체의 개방형직위 및 공모직위의 운영 등에 관한 규정 제9조제1항
63. ↑  송정훈 (2014년 5월 22일). “중기청, 말뿐인 개방형 직위”. 《머니투데이》. 2017년 8월 4일에 원본 문서에서 보존된 문서. 2017년 8월 4일에 확인함.
64. ↑  강은태 (2015년 9월 8일). “이운룡 의원, 총리실 개방형 직위 '무늬만'… 민간채용 11% 불과”. 《NSP통신》. 2017년 8월 4일에 원본 문서에서 보존된 문서. 2017년 8월 4일에 확인함.
65. ↑  박병률; 이효상 (2016년 9월 21일). “[단독]기재부 개방형 직위, 5년간 민간인은 '0명'”. 《경향신문》. 2020년 10월 6일에 원본 문서에서 보존된 문서. 2017년 8월 4일에 확인함.
66. ↑  오윤주; 최예린; 박수혁 (2017년 7월 4일). “지자체들 무늬만 '개방형' 공모…실제론 '공무원 낙하산'”. 《한겨레》. 2017년 8월 4일에 원본 문서에서 보존된 문서. 2017년 8월 4일에 확인함.
67. ↑  김영석 (2015년 3월 6일). “"무늬만 개방형 이젠 NO" 고위공무원 10명 중 1명 반드시 민간인 채용 추진”. 《국민일보》. 2017년 8월 4일에 확인함.
68. ↑  국가공무원법 제28조의5제1항 및 지방공무원법 제29조의5제1항
69. ↑  개방형 직위 및 공모 직위의 운영 등에 관한 규정 제13조제1항 및 제2항
70. ↑  개방형 직위 및 공모 직위의 운영 등에 관한 규정 제15조제1항 및 제2항
71. ↑  개방형 직위 및 공모 직위의 운영 등에 관한 규정 제17조제1항
72. ↑  감사원법 제16조의3제1항
73. ↑  감사원 개방형 직위 및 공모 직위의 운영 등에 관한 규칙 제13조제1항 및 제2항
74. ↑  감사원 개방형 직위 및 공모 직위의 운영 등에 관한 규칙 제15조제1항
75. ↑  지방자치단체의 개방형직위 및 공모직위의 운영 등에 관한 규정 제13조제1항
76. ↑  지방자치단체의 개방형직위 및 공모직위의 운영 등에 관한 규정 제15조제1항
77. ↑  지방자치단체의 개방형직위 및 공모직위의 운영 등에 관한 규정 제17조제1항
78. ↑  국가공무원법 제79조 및 지방공무원법 제70조
79. ↑  공무원 징계령 제1조의3
80. ↑  국가공무원법 제80조제1항·제2항 및 지방공무원법 제71조제1항
81. ↑  국가공무원법 제73조의4 및 지방공무원법 제65조의4
82. ↑  국가공무원법 제80조제3항 및 지방공무원법 제71조제3항
83. ↑  국가공무원법 제80조제4항 및 지방공무원법 제71조제4항
84. ↑  국가공무원법 제80조제5항 및 지방공무원법 제71조제5항
85. ↑  공무원 징계령 제3조제1항
86. ↑  국회인사규칙 제55조
87. ↑  법원공무원규칙 제93조제1항 및 제2항
88. ↑  헌법재판소 공무원 규칙 제104조제1항
89. ↑  선거관리위원회 공무원 규칙 제143조제3항
90. ↑  지방공무원법 제72조제1항
91. ↑  국가공무원법 제68조 및 지방공무원법 제60조
92. ↑  감사원법 제83조(감사원의 조사와의 관계 등)
93. ↑  지방공무원법 제73조(징계의 관리)
94. ↑  국가공무원법 제33조 및 지방공무원법 제31조
95. ↑  국가공무원법 제69조제1호 및 지방공무원법 제61조제1호
96. ↑  국가공무원법 제70조제1항·제2항·제3항 및 지방공무원법 제62조제1항·제2항·제3항
97. ↑  국가공무원법 제73조의3제1항·제2항 및 지방공무원법 제65조의3제1항·제2항
98. ↑  교육공무원법 제47조제1항
99. ↑  경찰공무원법 제24조제1항 및 소방공무원법 제20조제1항
100. ↑  군인사법 제8조제1항
101. ↑  국가정보원직원법 제22조제1항
102. ↑  검찰청법 제41조
103. ↑  법원조직법 제45조제4항
104. ↑  헌법재판소법 제7조제2항
105. ↑  감사원법 제6조제2항
106. ↑  국가공무원법 제74조 및 지방공무원법 제66조
107. ↑  국가공무원법 제74조의2제1항 및 지방공무원법 제66조의2제1항
108. ↑  국가공무원법 제44조제1항
109. ↑  국회의원수당 등에 관한 법률 제2조 및 국회의원수당등에관한규칙 제2조
110. ↑  국회의원수당 등에 관한 법률 제5조
111. ↑  공무원보수규정 별표30
112. ↑  공무원보수규정 제20조제1항 및 제2항
113. ↑  국가공무원법 제50조제1항
114. ↑  공무원 인재개발법 제3조제1항
115. ↑  지방공무원 교육훈련법 제8조제1항
116. ↑  공무원 인재개발법 시행령 제7조 및 지방공무원 교육훈련법 시행령 제4조
117. ↑  공무원 인재개발법 제4조제1항 및 지방공무원 교육훈련법 제16조
118. ↑  법률 제7380호 「공무원의노동조합설립및운영등에관한법률」 제정이유
119. ↑  공무원의 노동조합 설립 및 운영 등에 관한 법률 제5조제1항
120. ↑  공무원의 노동조합 설립 및 운영 등에 관한 법률 제4조
121. ↑  공무원의 노동조합 설립 및 운영 등에 관한 법률 제6조제1항
122. ↑  공무원의 노동조합 설립 및 운영 등에 관한 법률 제8조제1항
123. ↑  공무원의 노동조합 설립 및 운영 등에 관한 법률 제11조 및 제18조
124. ↑  국가공무원법 제55조 및 지방공무원법 제47조
125. ↑  국가공무원 복무규정 별표1
126. ↑  대한민국헌법 제69조
127. ↑  국회법 제24조
128. ↑  검사 선서에 관한 규정 별표
129. ↑  외무공무원법 제18조
130. ↑  소방공무원임용령 시행규칙 별표9
131. ↑  법원공무원규칙 제69조제1항
132. ↑  법원공무원규칙 제69조제3항
133. ↑  헌법재판소 공무원 규칙 별표13
134. ↑  선거관리위원회 공무원 인사기록 및 인사사무 처리 규칙 별표1
135. ↑  각 자치단체별 지방공무원 복무조례 및 각 교육청 지방공무원 복무 조례의 별표1
136. ↑  대법원 1996. 10. 11. 선고 94누7171 판결 [파면처분취소] [공1996.11.15.(22),3336]
137. ↑  공직자윤리법 제3조제1항
138. ↑  공직자윤리법 제4조제1항
139. ↑  공직자윤리법 제4조제2항
140. ↑  공직자윤리법 제6조제1항 및 제6조의2제1항
141. ↑  공직자윤리법 제22조
142. ↑  공직자윤리법 제24조제1항
143. ↑  대학교의 학장은 제외.
144. ↑  공직자윤리법 제10조제1항
145. ↑  공직자윤리법 제18조제1항
146. ↑  공직자윤리법 제29조
147. ↑  공직자윤리법 제14조의4제1항
148. ↑  공직자윤리법 제15조제1항
149. ↑  공직자윤리법 제9조제1항
150. ↑  공직자윤리법 제9조제3항
151. ↑  공직자윤리법 제9조제5항
152. ↑  공직자윤리법 제20조의2제1항
153. ↑  “새國家公務員法”. 《경향신문》. 1963년 4월 3일. 2017년 8월 4일에 확인함.
154. ↑  박상용; 박동휘; 임도원 (2017년 7월 12일). “"정치활동 허용하자" 봇물… 위협받는 공무원 중립 의무”. 《한국경제》. 2017년 8월 4일에 확인함.[깨진 링크(과거 내용 찾기)]
155. ↑  강은태 (2017년 6월 29일). “박주민 의원, 공무원 정치기본권 보장 법 개정안 발의”. 《NSP통신》. 2017년 8월 4일에 원본 문서에서 보존된 문서. 2017년 8월 4일에 확인함.
156. ↑  박응격, 「행정학 강의(14): 계급제와 직위분류제」, 대한지방행정공제회 <지방행정> 41권460호(1992) p.138 ~ 148
157. ↑  법률 제1434호 직위분류법 제정이유
158. ↑  직무분석규정 제4조제1호
159. ↑  직무분석규정 제4조제4호
160. ↑  김중규 (2012년 6월 20일). 《9급 선 행정학개론 下》. 에드민. 687~689쪽. ISBN 9788986918779.
161. ↑  유진식 (2007). “국가공무원법과 직위분류제(職位分類制)”. 《공법학연구》 8 (2).
162. ↑  국가공무원법 제5조 및 지방공무원법 제5조
163. ↑  국가공무원법 제4조제1항 본문
164. ↑  공무원임용령 제3조제4항
165. ↑  공무원임용령 별표2
166. ↑  공무원임용령 제3조제5항 및 별표2
167. ↑  공무원임용령 별표1제1호
168. ↑  공무원임용령 별표1제2호
169. ↑  공무원임용령 별표1제3호
170. ↑  지방공무원법 제4조제1항
171. ↑  지방공무원임용령 별표1제1호
172. ↑  지방공무원임용령 별표1제2호
173. ↑  지방공무원임용령 별표1제3호
174. 1 2  연구직 및 지도직공무원의 임용 등에 관한 규정 별표1제1호
175. ↑  연구직 및 지도직공무원의 임용 등에 관한 규정 별표1제2호
176. 1 2  지방 연구직 및 지도직공무원의 임용 등에 관한 규정 별표1제1호
177. ↑  지방 연구직 및 지도직공무원의 임용 등에 관한 규정 별표1제2호
178. ↑  전문경력관 규정 제2조제1항
179. ↑  전문경력관 규정 제3조제1항
180. ↑  전문경력관 규정 제4조제1항
181. ↑  지방전문경력관 규정 제2조제1항
182. ↑  지방전문경력관 규정 제3조제1항
183. ↑  지방전문경력관 규정 제4조제1항
184. ↑  전문직공무원 인사규정 제2조제1항
185. ↑  전문직공무원 인사규정 제3조제1항
186. ↑  전문직공무원 인사규정 제3조제3항
187. ↑  전문직공무원 인사규정 별표1
188. ↑  국회인사규칙 제4조제1항 및 법원공무원규칙 제4조제1항 및 헌법재판소 공무원 규칙 제4조제1항 및 선거관리위원회 공무원 규칙 제4조제1항
189. ↑  국회인사규칙 제4조제2항 및 법원공무원규칙 제4조제3항 및 헌법재판소 공무원 규칙 제4조제2항 및 선거관리위원회 공무원 규칙 제4조제2항
190. ↑  국회인사규칙 제4조제4항 및 전문경력관규칙 제4조제1항 및 헌법재판소 공무원 규칙 제4조의2제1항 및 선거관리위원회 공무원 규칙 제4조제4항
191. 1 2 3  국회인사규칙 별표1
192. ↑  국회인사규칙 별표1의2
193. ↑  법원공무원규칙 별표1
194. ↑  법원공무원규칙 별표1의2
195. ↑  헌법재판소 공무원 규칙 별표1
196. ↑  헌법재판소 공무원 규칙 별표1의2
197. ↑  선거관리위원회 공무원 규칙 별표1
198. ↑  선거관리위원회 공무원 규칙 별표1의2
199. ↑  외무공무원임용령 제323조의2제2항
200. ↑  외무공무원법 제2조제1항
201. ↑  경찰공무원법 제2조
202. ↑  대통령령 제27703호 「경찰공무원 임용령」 일부개정령 개정이유
203. ↑  경찰공무원 임용령 제3조제1항
204. ↑  해양경찰청 소속 경찰공무원 임용에 관한 규정 제1조의2
205. ↑  소방공무원법 제2조
206. ↑  군인사법 제3조
207. ↑  군무원인사법 제2조
208. ↑  군무원인사법 제3조제1항
209. ↑  군무원인사법 시행령 별표1
210. ↑  군무원인사법 시행령 별표2
211. ↑  형법 제122조
212. ↑  형법 제123조
213. ↑  형법 제127조
214. ↑  형법 제136조제1항
215. ↑  형법 제43조제1항제1호
216. ↑  형법제118조
217. ↑  형법 제227조
218. ↑  형법 제238조제1항
219. ↑  공직선거법 제53조제1항
220. ↑  공직선거법 제60조제1항
221. ↑  공직선거법 제57조의6
222. ↑  공직선거법 제85조제1항 및 제2항
223. ↑  공직선거법 제239조
224. ↑  정당법 제22조제1항
225. ↑  정치자금법 제22조제1항
226. ↑  국가공무원법 제54조제1항
227. ↑  상훈법 제14조 및 제23조
228. ↑  최종석 (2017년 4월 9일). “국회의원·고위공무원 재산, 일반 국민보다 6배 더 많다”. 《조선일보》. 2017년 8월 15일에 원본 문서에서 보존된 문서. 2017년 8월 4일에 확인함.
229. ↑  최영수 (2017년 3월 23일). “고위공무원 재산 평균 13.5억…1년새 7600만원 늘어”. 《뉴스핌》. 2017년 8월 4일에 원본 문서에서 보존된 문서. 2017년 8월 4일에 확인함.
230. ↑  김현주 (2017년 7월 4일). “[일상톡톡 플러스] "공무원, 정말 일반직장인보다 더 많이 벌까?"”. 《세계일보》. 2017년 8월 4일에 원본 문서에서 보존된 문서. 2017년 8월 4일에 확인함.
231. ↑  법률 제1427호 「지방공무원법」 제정이유
232. ↑  이복진 (2016년 7월 6일). “지방공무원=흙수저(?)…'국가직'·'지방직' 구분 폐지해야”. 《중부일보》. 2017년 8월 4일에 원본 문서에서 보존된 문서. 2017년 8월 4일에 확인함.
233. ↑  장필수 (2015년 6월 3일). “현대판 음서제”. 《광주일보》. 2017년 8월 4일에 확인함.[깨진 링크(과거 내용 찾기)]
234. ↑  박임근 (2015년 9월 22일). “농촌진흥청도 음서제 논란…"직원자녀 채용 특혜 의혹"”. 《한겨레》. 2017년 8월 4일에 원본 문서에서 보존된 문서. 2017년 8월 4일에 확인함.
235. ↑  유재광; 정택민 (2015년 8월 21일). “[카드뉴스] '음서제'와 노량진 '컵밥'‥'로스쿨'과 '9급 공무원'”. 《그린포스트코리아》. 2017년 8월 4일에 원본 문서에서 보존된 문서. 2017년 8월 4일에 확인함.
236. ↑  김태윤 (2017년 6월 26일). “[오피니언] 公共부문, 高급여에 철밥통인 배경”. 《문화일보》. 2017년 8월 4일에 확인함.
237. ↑  “일 안해도 돈 나오는 공무원 '공로연수' 논란”. 《서울신문》. 2017년 6월 27일. 2017년 8월 4일에 확인함.
238. ↑  하채림 (2016년 1월 28일). “"훈장 영예 옛말" 작년 2만6천여건 역대최대 '훈장잔치'”. 《연합뉴스》. 2017년 8월 4일에 확인함.

## 참고 문헌
- 권영주·권경득, 「한국 고위공무원단제도의 도입 과정에 관한 연구」, 한국인사행정학회보 제9권제2호(2010) P.1 ~ 30
- 박천오·조경호, 「고위공무원단제도의 기대와 성과: 시행 초기와 그 이후를 중심으로」, 한국인사행정학회보 제12권제1호(2013) P.147 ~ 168
- 한건우, 「공무원의 정치적 중립과 정치활동의 제한」, 연세 공공거버넌스와 법 제2권제1호(2011.2), p.55 ~ 118